# Castello giapponese

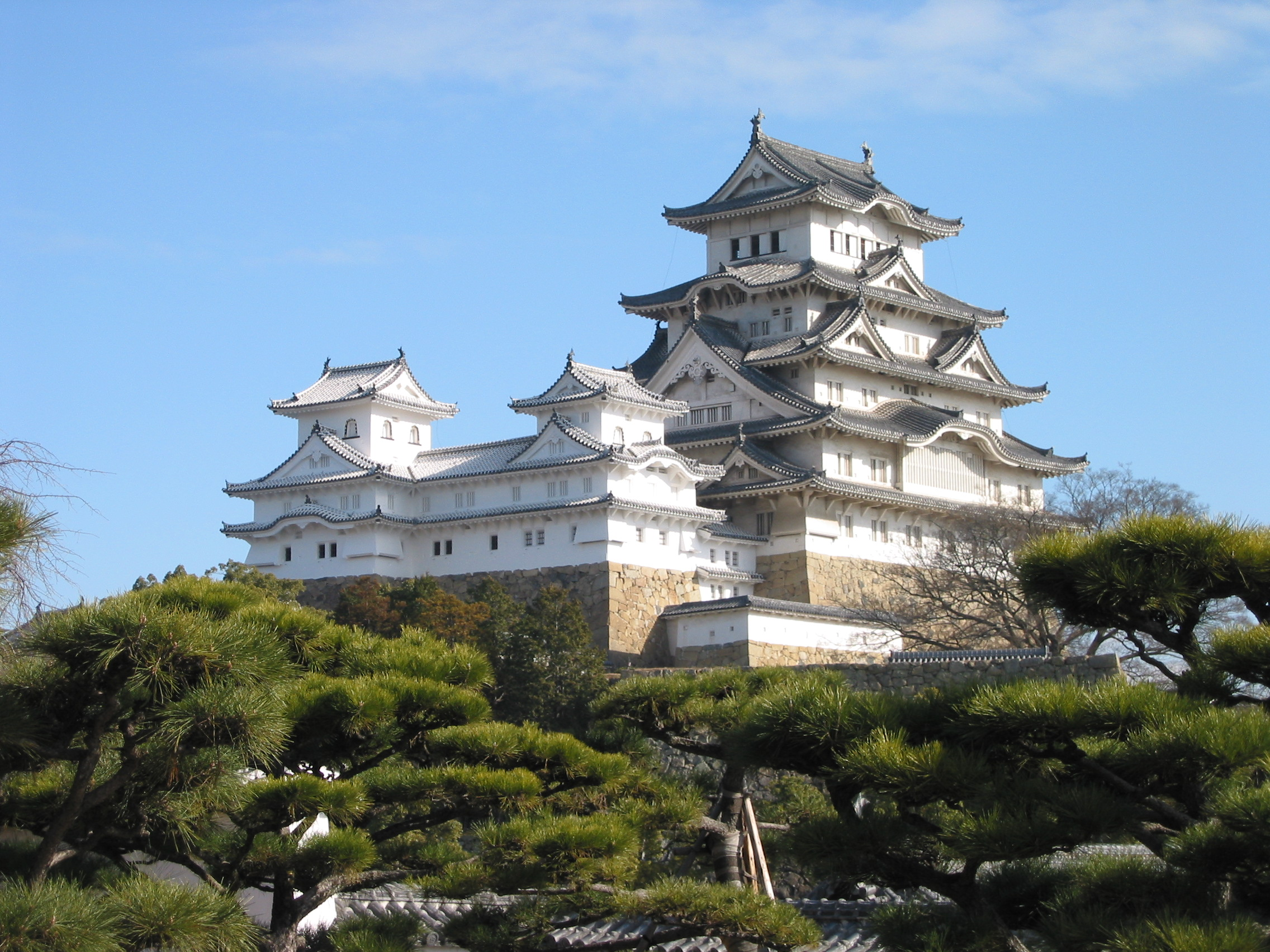
Castello di Himeji, nella Prefettura di Hyōgo, il più visitato del Giappone e Patrimonio dell'Umanità dell'UNESCO.

Il castello giapponese (城?, shiro) è un tipo di fortezza presente in Giappone. Come i castelli europei, quelli giapponesi sono stati costruiti a guardia di importanti siti strategici, come porti, guadi fluviali o incroci di strade, e quasi tutti inglobano il paesaggio nelle loro difese. Inoltre, come per il castello europeo, vi sono notevoli varianti: con il fossato, circondato da mura, unito a edifici difensivi secondari, etc.
A differenza della versione europea, però, il castello giapponese si presenta spesso meno articolato, ed è solitamente costituito da un unico edificio centrale, largo e imponente (solitamente a base quadrangolare), che si sviluppa su più piani.
Per quanto siano stati edificati in epoca piuttosto recente, e sebbene sia stata usata molta più pietra nella loro costruzione che nella maggior parte degli edifici giapponesi, i castelli furono costruiti ancora principalmente di legno, e molti sono stati distrutti nel corso dei secoli. Questo fu particolarmente vero nel periodo Sengoku (1467-1603), quando molti di questi castelli furono costruiti per la prima volta. Molti furono comunque in seguito ricostruiti, anche più tardi del periodo Sengoku, nel periodo Edo (1603-1867) che seguì come patrimonio nazionale o musei. Oggigiorno vi sono circa una quindicina di castelli conservati, o parzialmente conservati, in Giappone; si stima che un tempo siano stati cinquemila. Alcuni di questi castelli, come quello di Matsue e di Kōchi, entrambi costruiti nel 1611, ci sono pervenuti nella loro forma originale, non avendo sofferto nessun danno dagli assedi o da altre minacce. Il Castello di Hiroshima, all'opposto, fu distrutto dalla bomba atomica, e fu ricostruito nel 1958 come museo.
L'ideogramma '城', abitualmente letto shiro, viene letto jō quando è attaccato a un'altra parola, come nel nome di un particolare castello. Così, per esempio, il Castello di Osaka è chiamato Ōsaka-jō (大阪城) in giapponese.

## Architettura

### Organizzazione del castello
L'organizzazione del castello era fortemente gerarchica, e il luogo in cui si trovavano le dimore degli abitanti dipendeva dal loro rango: nella sezione più interna si trovavano il daimyo e i suoi guerrieri più fedeli, i karō, dopodiché vi erano gli altri samurai, gli ashigaru e, nella città circostante, artigiani e mercanti. Fuori dalla città si trovavano i campi di riso, vicino a i quali abitavano i contadini.
In base al luogo di costruzione, i castelli potevano assumere diversi nomi:
- Yamashiro (山城?), un castello costruito sulla cima di un monte.
- Hirayamajiro (平山城?), un castello costruito su un'altura al centro di un'area pianeggiante.
- Hirajiro (平城?), un castello costruito in mezzo a una pianura.
- Mizujiro (水城?), un castello costruito su un'isola e circondato dal mare, da un fiume o da un lago.
  - Umijiro (海城?), un castello costruito su un'isola circondata dal mare.

Inoltre, il castello in cui abitava solitamente il daimyō veniva chiamato kyojō (居城?) o honjō (本城?), mentre le fortificazioni con scopi ausiliari rispetto al castello principale o poste a difesa dei confini prendevano il nome di shijō (支城?) o edajiro (枝城?). Il mastio del castello era posizionato sempre nel punto più alto, circondato da cortili e cinte murarie, chiamati maru (丸?) o kuruwa (曲輪?). In base alla vicinanza al tenshu, alla forma o allo scopo specifico, le cinte potevano assumere vari nomi:
- Tenshu maru (天守丸?): il piccolo cortile che circondava l'ingresso del torrione.
- Honmaru (本丸?): il cortile più interno che circondava il torrione e il palazzo, nonché ultima e più fortificata linea di difesa.
- Ni no maru (二の丸?): il secondo cortile, a volte destinato a funzioni amministrative.
- San no maru (三の丸?): il terzo cortile, dove solitamente si trovavano le abitazioni dei vassalli.
- Azuma no maru (東の丸?): il cortile più orientale.
- Nishi no maru (西の丸?): il cortile più occidentale, generalmente occupato dagli alloggi di un signore del castello in pensione.
- Minami no maru (南の丸?): il cortile più meridionale.
- Kita no maru (北の丸?): il cortile più settentrionale.
- Obi kuruwa (帯曲輪?): un kuruwa secondario stretto e allungato posto a difesa di una sezione di uno dei kuruwa principali.
- Koshi guruwa (腰曲輪?): un kuruwa secondario posto, nei castelli di montagna, al di sotto di uno dei kuruwa principali per colpire i nemici dall'alto.
- Sute kuruwa (捨曲輪?): un kuruwa secondario fatto per essere abbandonato, in modo da costringere gli avversari in uno spazio ristretto e attaccarli.
- Sō kuruwa (総曲輪?): una serie di fossati e fortificazioni in pietra, legno e terra battuta posta a difesa della città circostante il castello.
- Demaru (出丸?): un kuruwa distacato dalla struttura principale utilizzato per difendere meglio i punti vulnerabili.
- Umadashi (馬出?): una fortificazione posta davanti ad un cancello.
- Mizunote kuruwa (水の手曲輪?): il cortile che ospita il pozzo e le riserve idriche del castello.
- Sanzato kuruwa (山里曲輪?): un cortile che ospita giardini e case da tè.

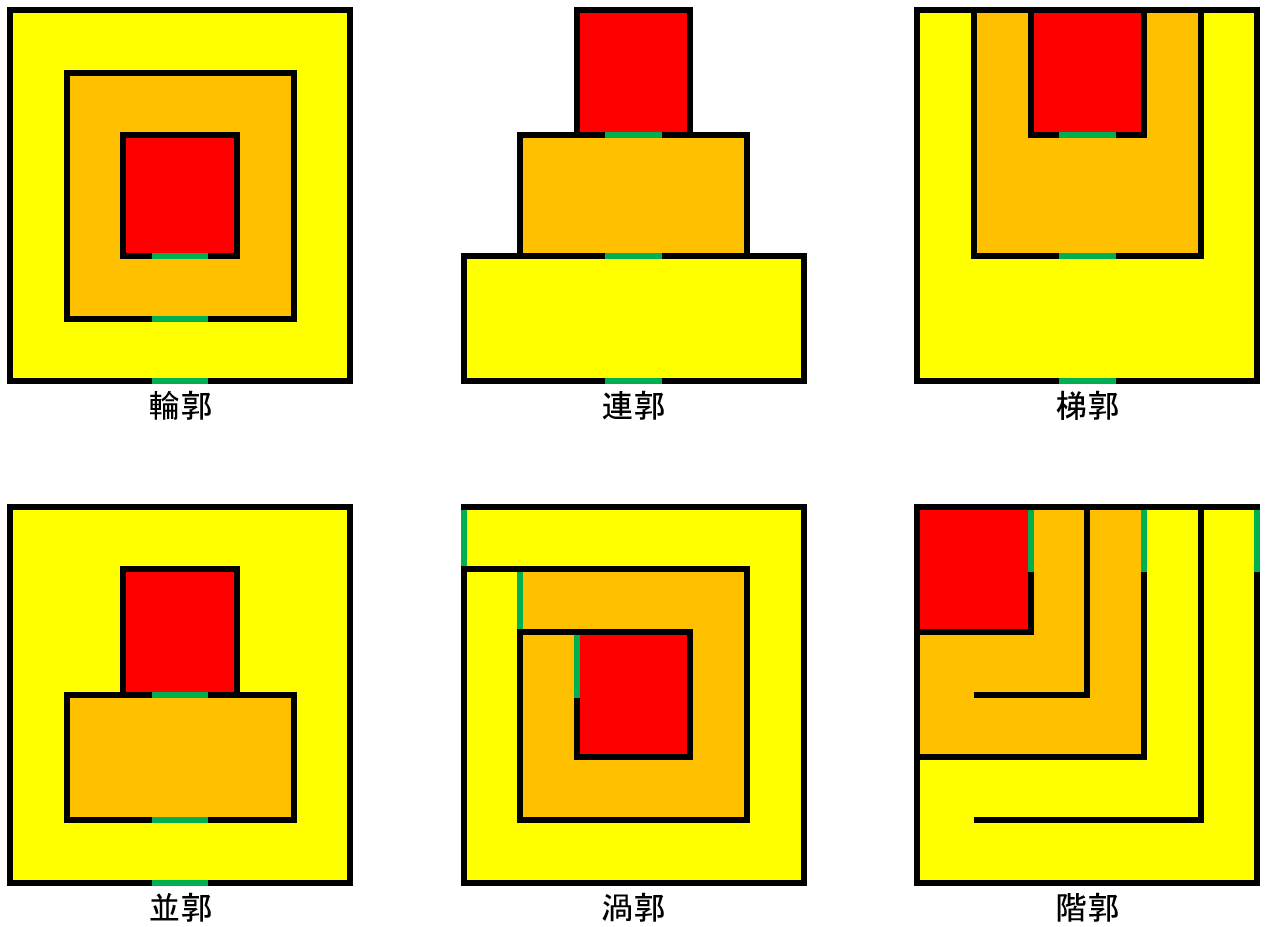
Le possibili disposizioni delle mura di un castello.
Rosso: honmaru
Arancione: ni no maru
Giallo: san no maru
Nero: mura
Verde: cancelli

In base alla posizione dello honmaru si distinguono vari stili di costruzione:
- Rinkaku (輪郭?): lo honmaru si trova al centro, circondato dal ni no maru e dal san no maru.
  - Enkaku (円郭?): una variante del precedente costruita con mura circolari.
- Renkaku (連郭?): lo honmaru si trova dietro al ni no maru, che si trova dietro al san no maru, lasciando scoperti i fianchi e il retro dello honmaru.
- Teikaku (梯郭?): lo honmaru è protetto su due o tre lati dal ni no maru, che a sua volta è protetto su due o tre lati dal san no maru.
- Heikaku (並郭?): lo honmaru è affiancato dal ni no maru ed entrambi sono circondati dal san no maru.
- Kakaku (渦郭?): lo honmaru si trova al centro di una cinta muraria a spirale, separato da ni no maru e san no maru attraverso dei cancelli.
- Kaikaku (階郭?): lo honmaru è protetto da una struttura serpeggiante formata da ni no maru e san no maru.
- Ryōhō (稜堡?): una fortificazione in stile occidentale che utilizza bastioni.

La maggior parte dei castelli non può essere classificato in un solo stile ed è dato da una combinazione di due stili diversi.

### Mura
I vari kuruwa erano separati tra loro da terrapieni, fossati e mura di legno e argilla, chiamate dobei (土塀?). All'interno dei muri potevano essere scavate feritoie che prendevano il nome di hazama (狭間?); le hazama avevano forma circolare (円狭間?, en hazama) o triangolare (三角狭間?, sankaku hazama) per gli archibugi, mentre erano rettangolari (四角狭間?, shikaku hazama) per gli archi. Tutte le strutture del castello erano costruite su basamenti in pietra a forma di cuneo chiamati ishigaki (石垣?). In base al grado di lavorazione delle pietre si distinguono tre tipi di ishigaki:
- Nodzuradzumi (野面積み?): si utilizzavano pietre non lavorate e di forma e dimensione differente, dando luogo a una parete ruvida. Sassolini e piccole pietre venivano utilizzati per riempire le fessure.
- Uchikomihagi (打込み接ぎ?): le pietre venivano selezionate e disposte in modo da lasciare meno spazi possibile. La superficie veniva levigata e si usavano sassolini per riempire i buchi.
- Kirikomihagi (切込み接ぎ?): le pietre venivano selezionate e scolpite in modo da adattarsi perfettamente l'una all'altra, creando una superficie liscia e senza spazi vuoti.

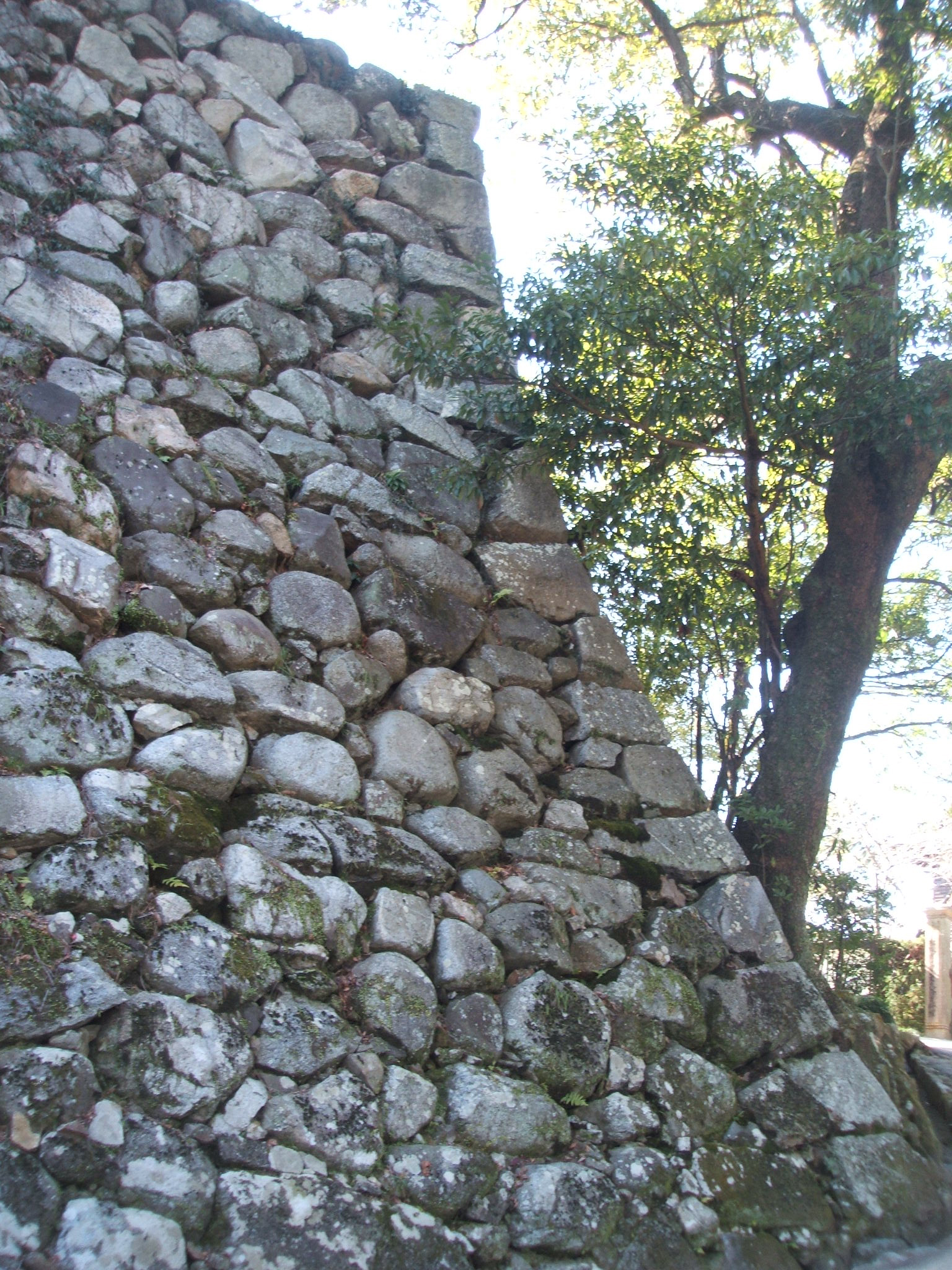
Nodzuradzumi
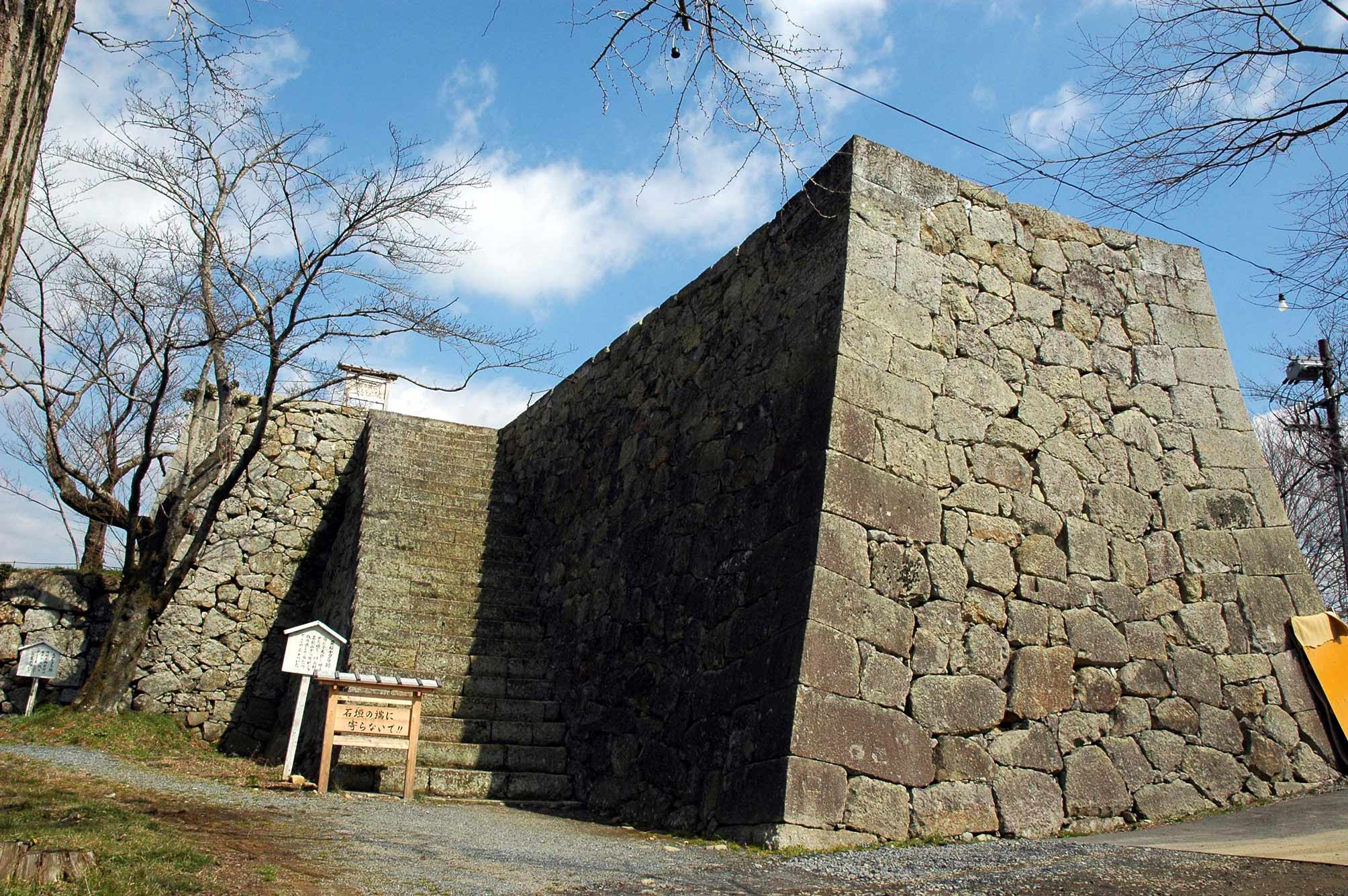
Uchikomihagi
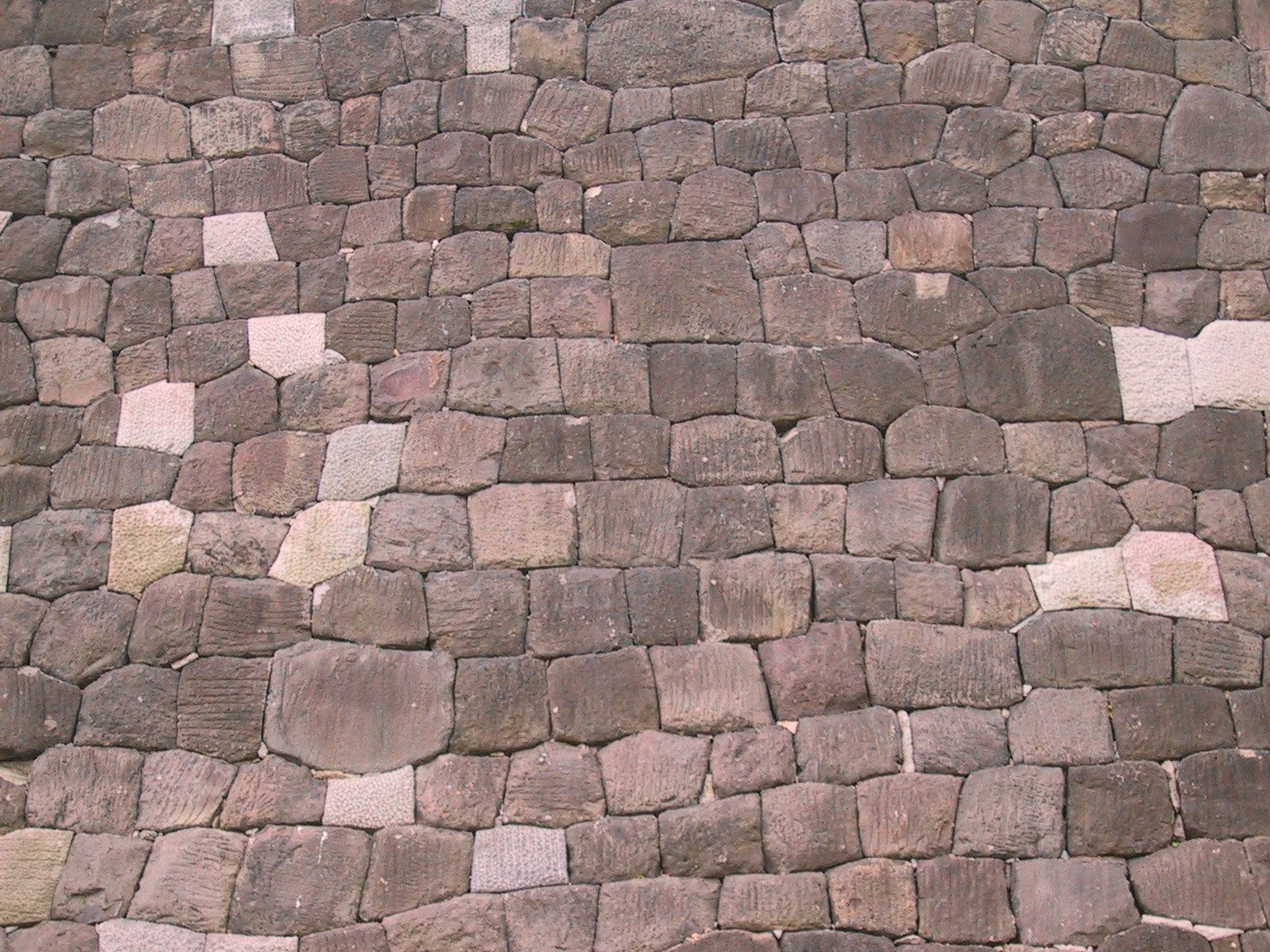
Kirikomihagi

Gli ishigaki possono essere classificati anche in base al modo in cui le pietre vengono allineate:
- Nonodzumi (布積み?): le pietre di dimensioni simili vengono poste una vicina all'altra, generando un motivo a griglia.
- Randzumi (乱積み?): le pietre vengono disposte in modo casuale, senza prestare attenzione alle dimensioni.
- Maki ishigaki (巻石垣?): le pietre vengono selezionate in modo da creare una struttura a cupola utilizzata per rinforzare i punti più deboli delle mura.

Bisogna notare che molte mura sono state costruite in tempi diversi, dunque possono presentare zone costruite secondo lo stile randzumi e tratti che seguono lo stile nonodzumi.

Nonodzumi
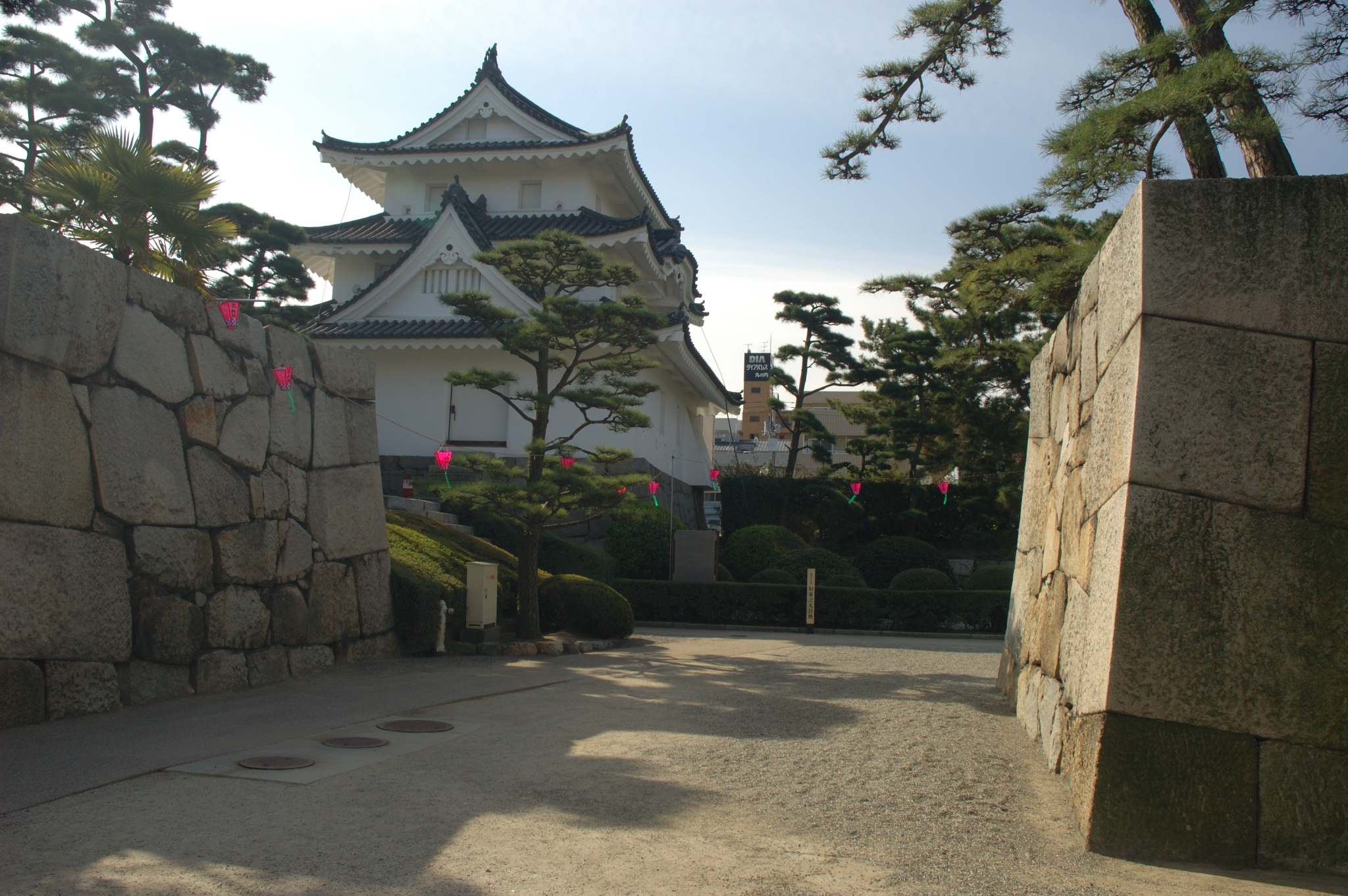
Randzumi
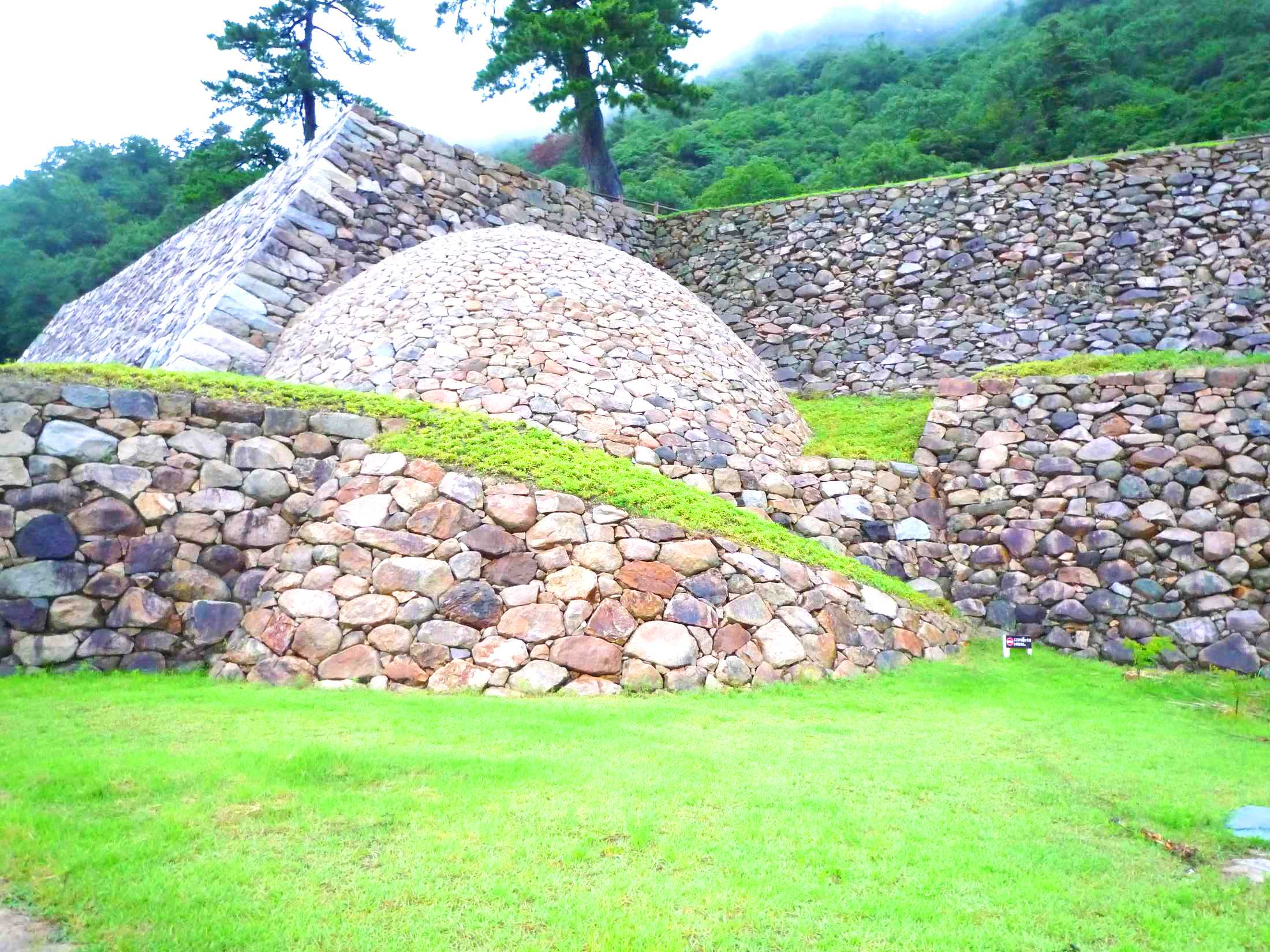
Maki ishigaki

Un ulteriore metodo di classificazione delle mura riguarda la forma delle pietre e l'aspetto finale del muro:
- Sangidzumi (算木積み?): il modo tradizionale per costruire gli angoli, pietre a forma di parallelepipedo venivano impilate alternando il lato lungo e il lato corto.
- Tanidzumi (谷積み?): si utilizzavano pietre rettangolari impilate in diagonale, creando un disegno a spiga.
- Kikkōdzumi (亀甲積み?): si intagliavano pietre a forma di esagono e si incastravano l'una sull'altra. Il nome vuol dire "guscio di tartaruga" proprio per il suo aspetto.
- Tamaishidzumi (玉石積み?): venivano utilizzate pietre di forma tondeggiante e le fessure erano riempite con stucco.
- Waraidzumi (笑い積み?): dei grossi massi erano incastrati nelle mura, circondati da pietre più piccole.

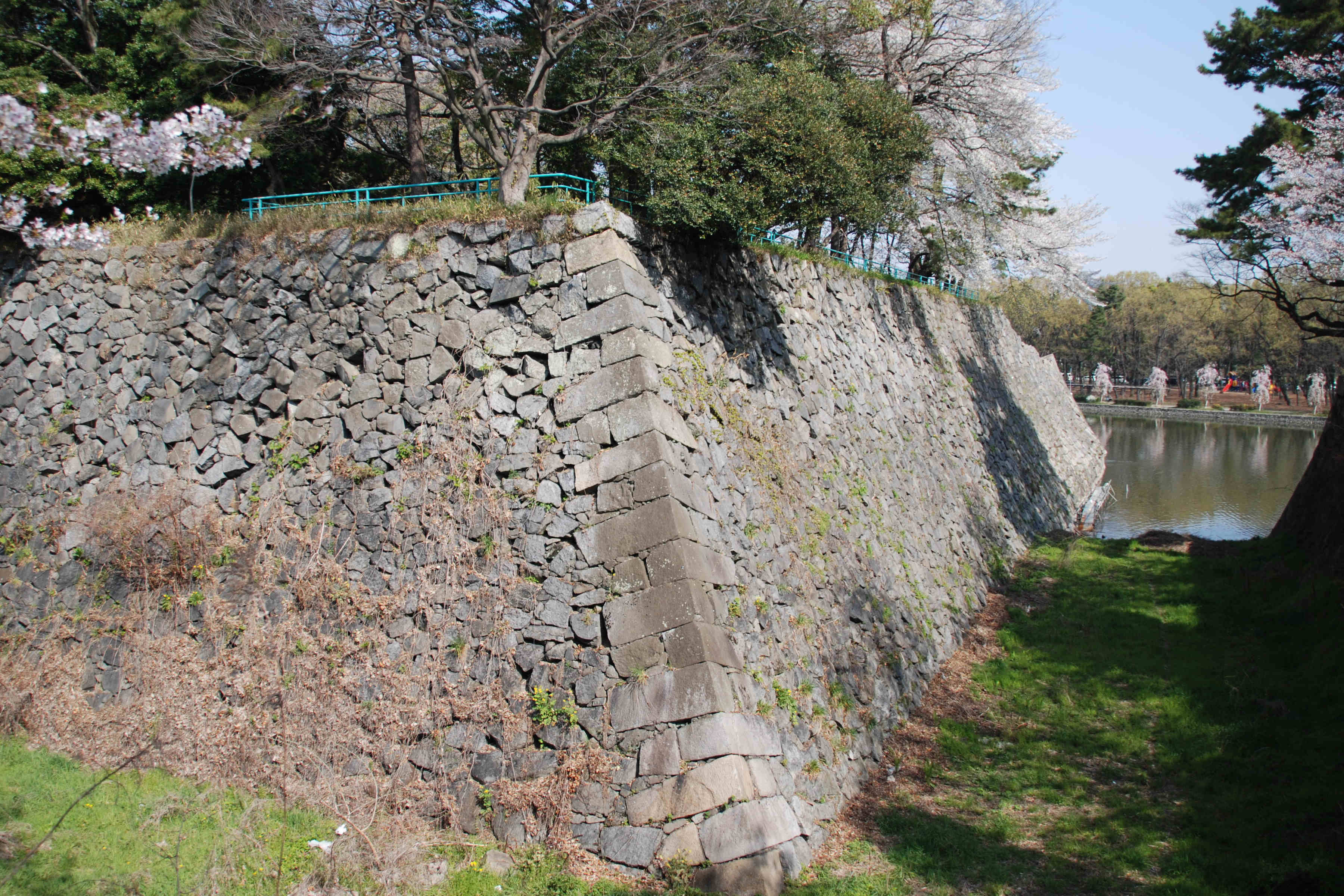
Sangidzumi
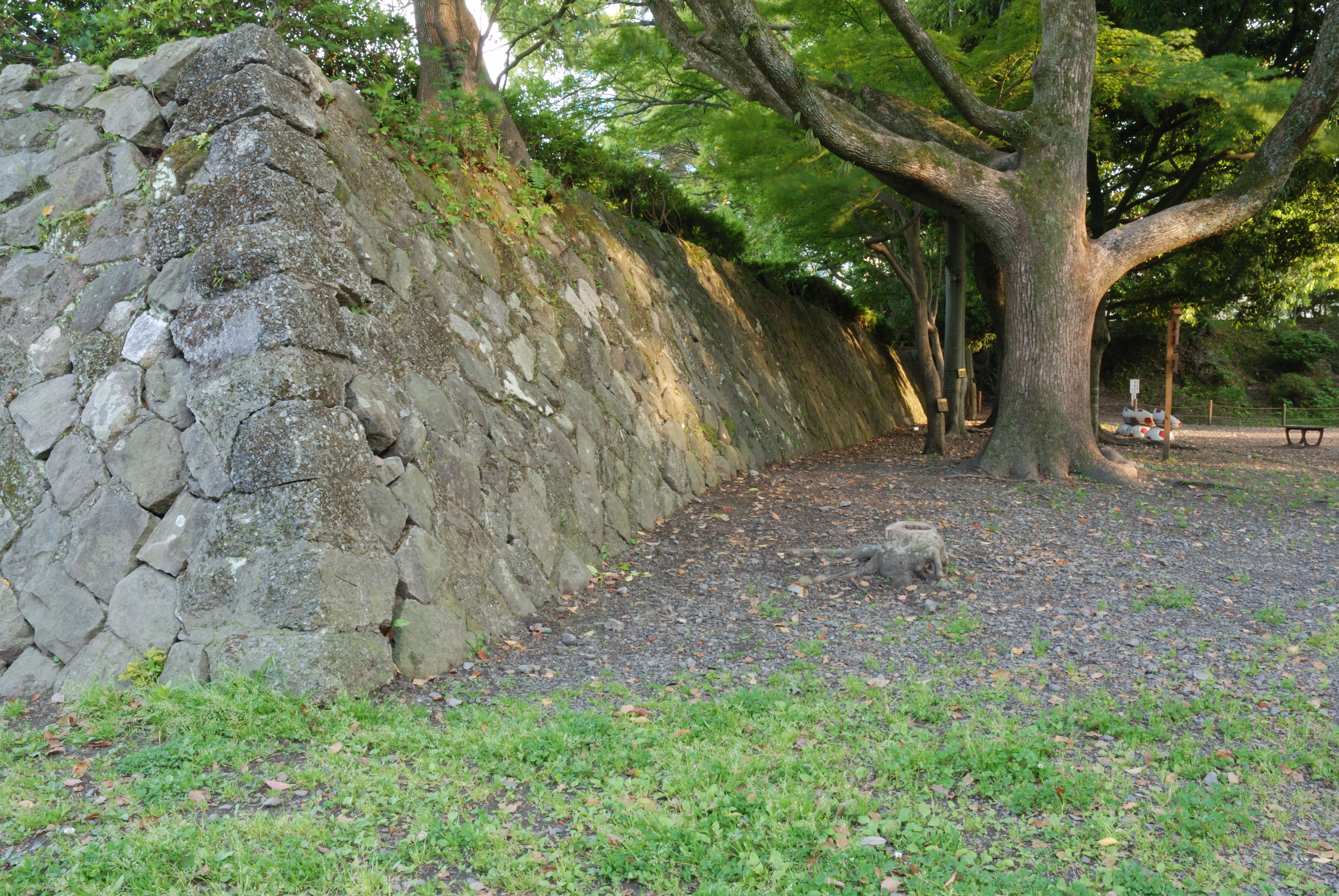
Tanidzumi
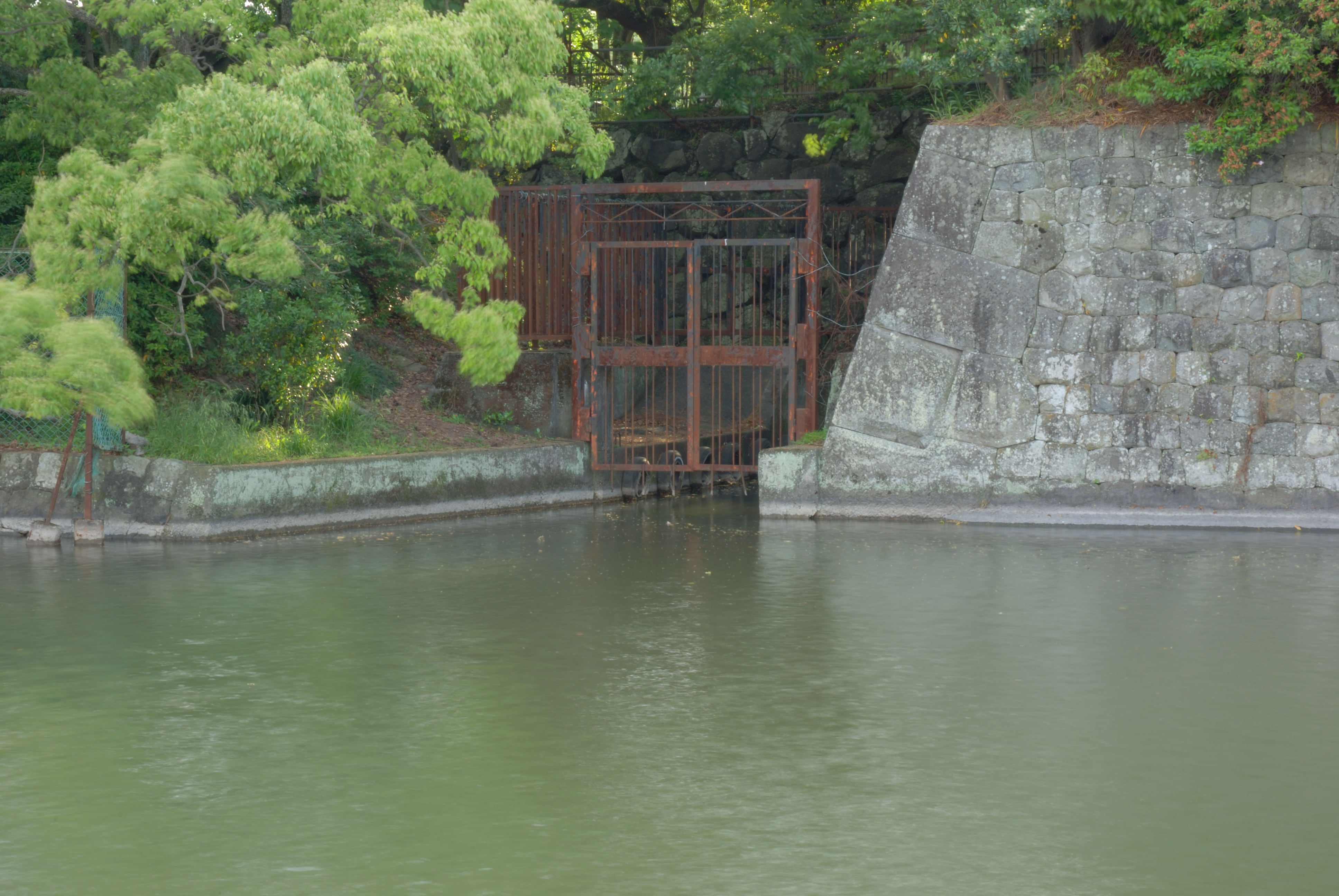
Kikkōdzumi
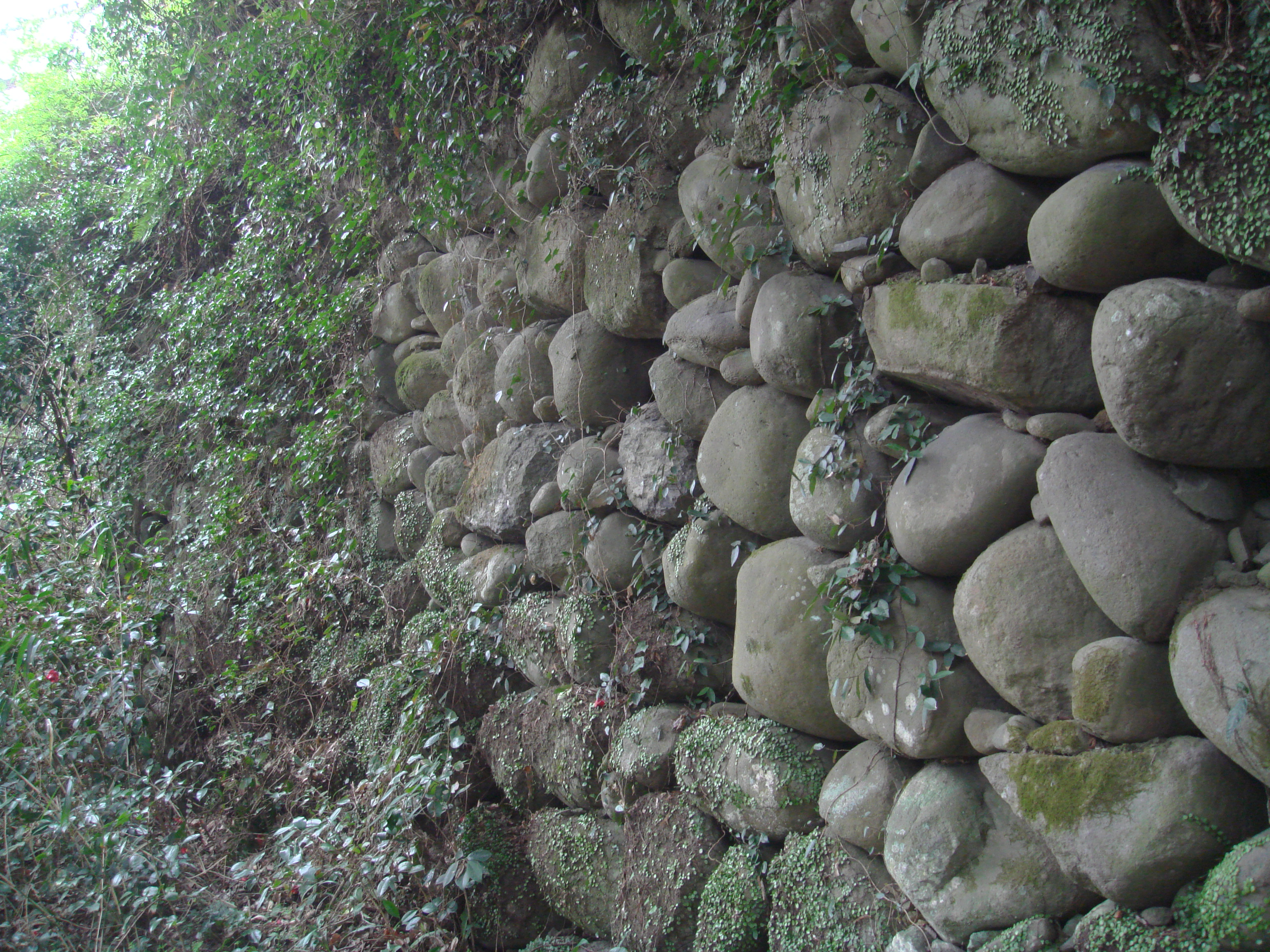
Tamaishidzumi

L'ultimo metodo di classificazione si basa sulla pendenza (勾配?, kōbai) del muro:
- Miya kōbai (宮勾配?): il muro ha forma concava e la pendenza cresce fino ad essere verticale o quasi in cima.
- Tera kōbai (寺勾配?): il muro ha forma rettilinea e la pendenza è costante.

Le pietre poste alla base di ogni angolo delle mura erano dette soseki (礎石?) ed erano le prime ad essere posizionate. Le altre pietre d'angolo erano chiamate sumi ishi (隅石?), mentre le pietre che andavano a costituire la superficie del muro prendevano il nome di hira ishi (平石?).

### Cancelli
I vari cortili del castello erano accessibili da diversi cancelli (門?, mon), che possedevano tutti degli elementi comuni: vi erano le colonne laterali (鏡柱?, kagami bashira), un architrave (冠木?, kabuki), due pilastri di sostegno (控柱?, hikae bashira) e un portone (扉?, tobira). In base alla disposizione degli elementi e alla forma di un'eventuale sovrastruttura si distinguono varie tipologie di cancello:
- Heijū mon (塀重門?): la forma più semplice di cancello, costituito solo da due colonne a cui è fissato un portone.
- Kabuki mon (冠木門?): un cancello molto semplice costituito solo da due colonne e un architrave. Visto lo scarso potere difensivo, era usato solo per creare partizioni nel castello.
- Yakui mon (薬医門?): un cancello con un tetto che copre sia le colonne frontali che i pilastri di sostegno posteriori.
- Kara mon (唐門?): un cancello con un tetto ornamentale decorato con un timpano ricurvo.
- Kōrai mon (高麗門?): un cancello con un tetto che copre le colonne frontali e due tetti separati che coprono i pilastri posteriori.
- Tonashi mon (戸無門?): un korai mon senza portone.
- Muna mon (棟門?): un cancello con un tetto che copre le colonne frontali e lascia scoperti i pilastri posteriori.
- Agetsuchi mon (上土門?): un cancello con un tetto ornamentale a bassa pendenza e dal profilo ondulato.
- Uzumi mon (埋門?): un cancello realizzato scavando un'apertura tra le mura precedentemente costruite.
- Nagaya mon (長屋門?): un cancello attorno al quale è stato costruito un edificio civile, come un'abitazione o una bottega.
- Yagura mon (櫓門?): un cancello su cui è costruita una torre ad uso militare.
- Masugata mon (枡形門?): un korai mon e uno yagura mon disposti ad angolo retto, su due lati di un piccolo cortile.

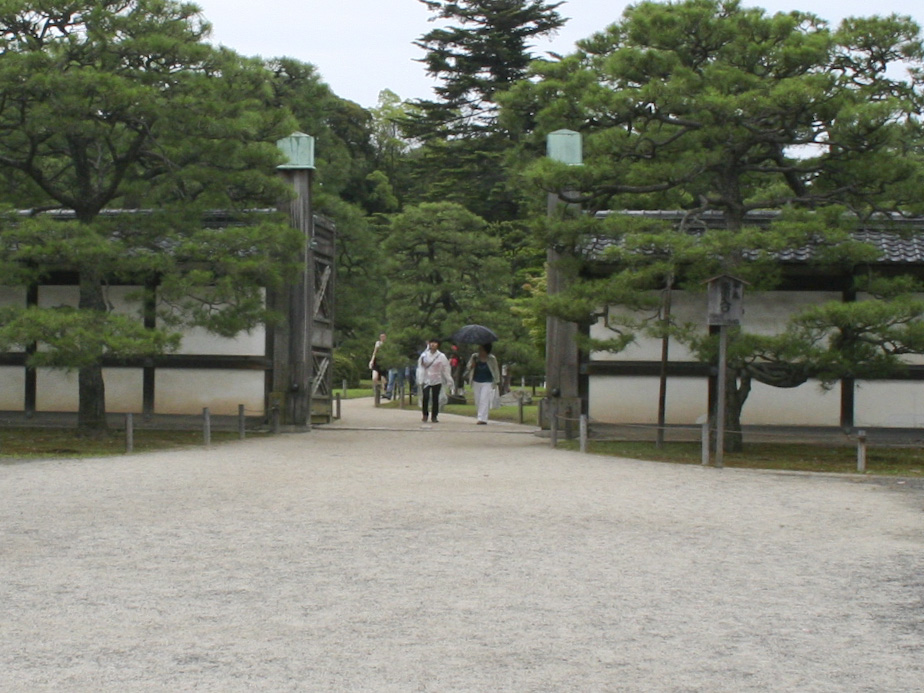
Heijū mon
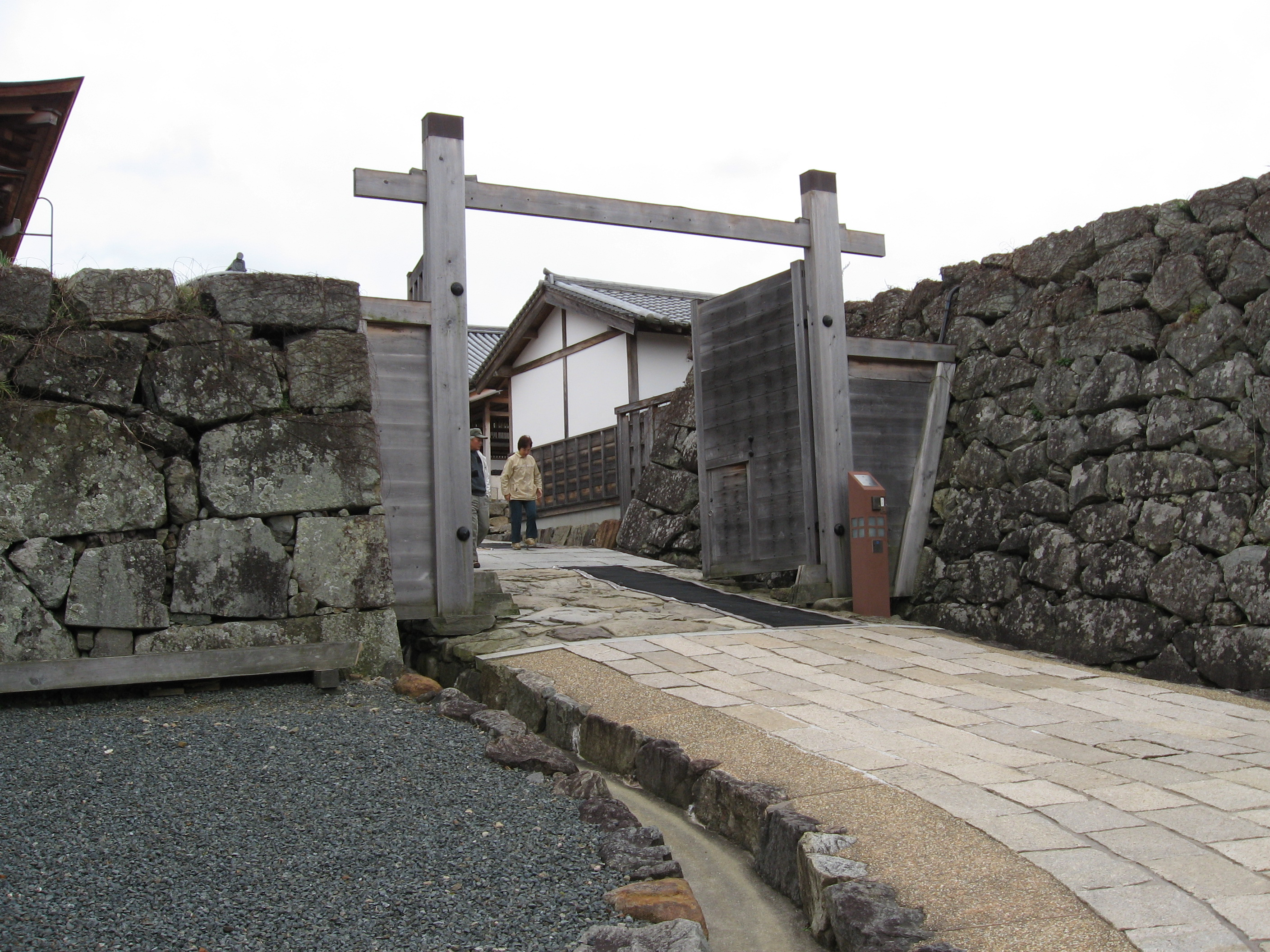
Kabuki mon
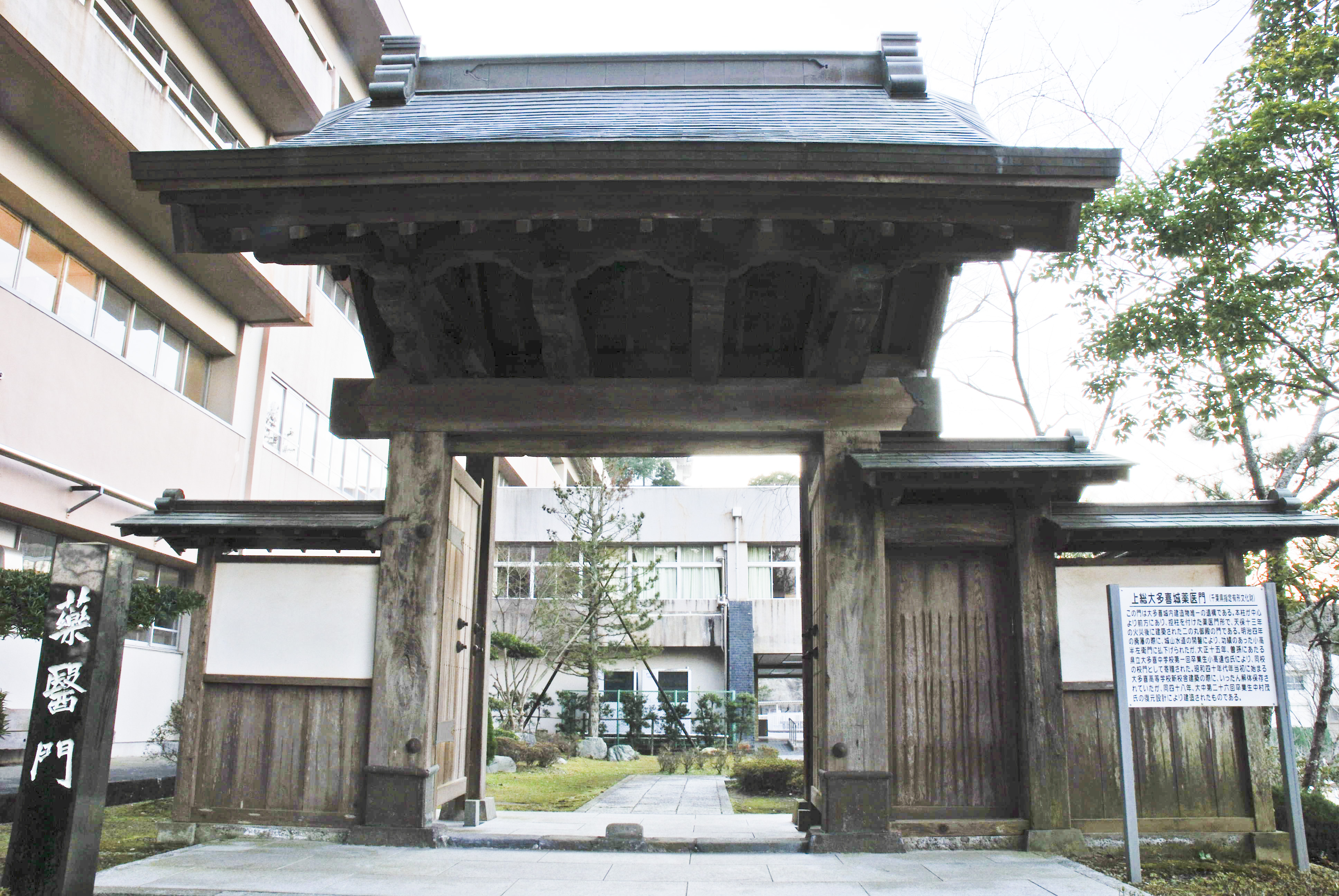
Yakui mon
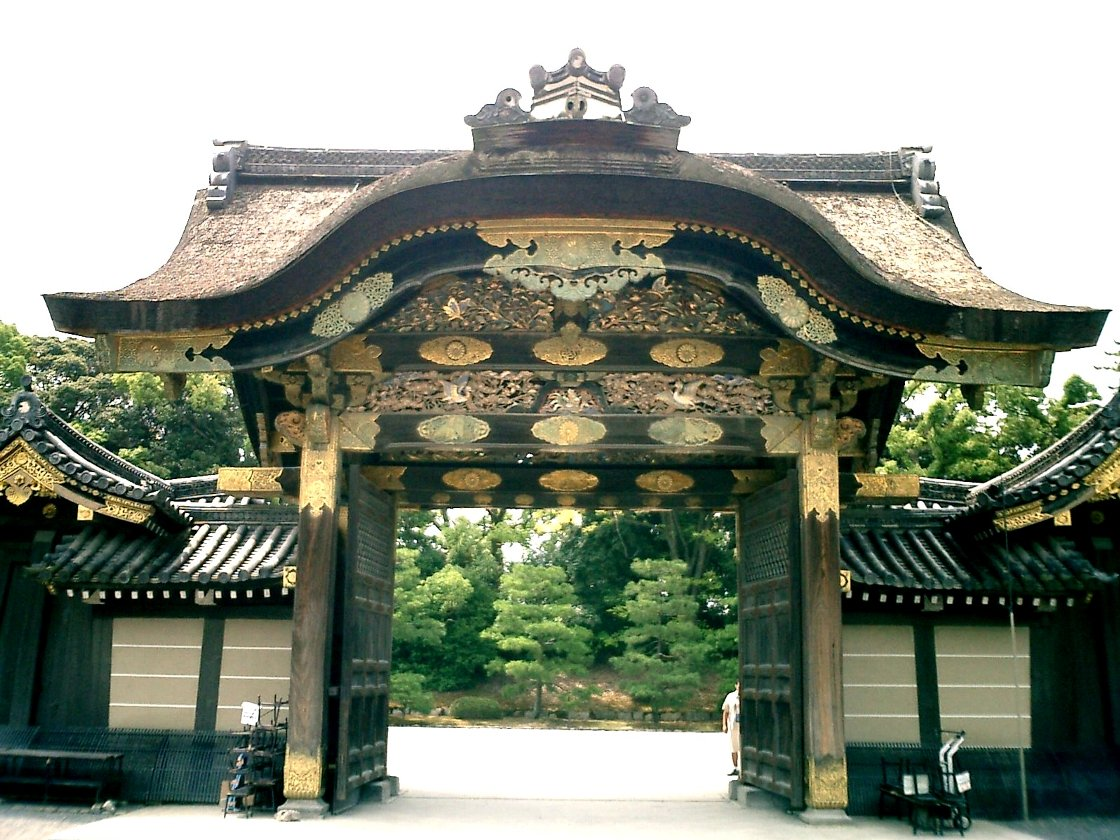
Kara mon
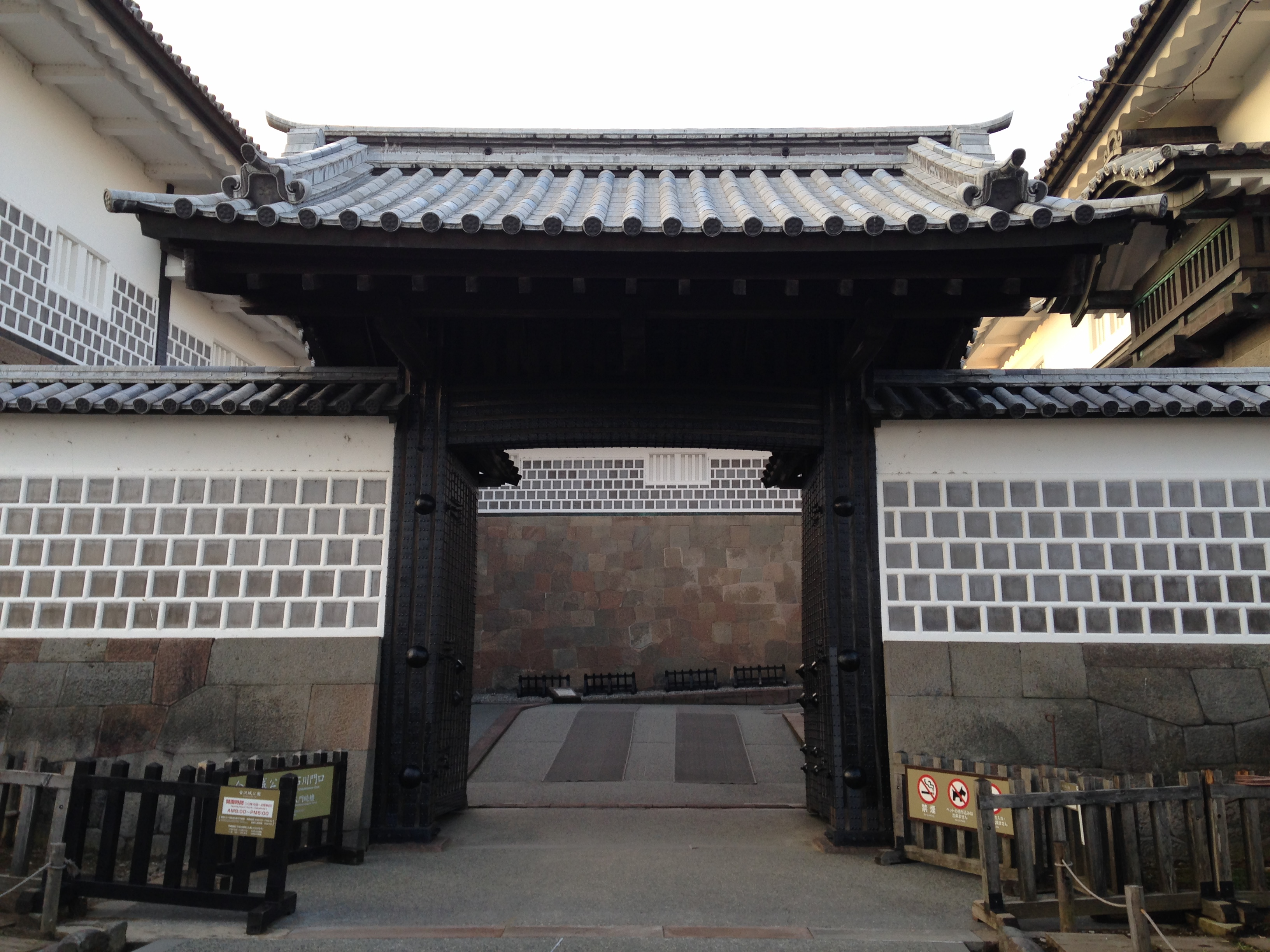
Korai mon
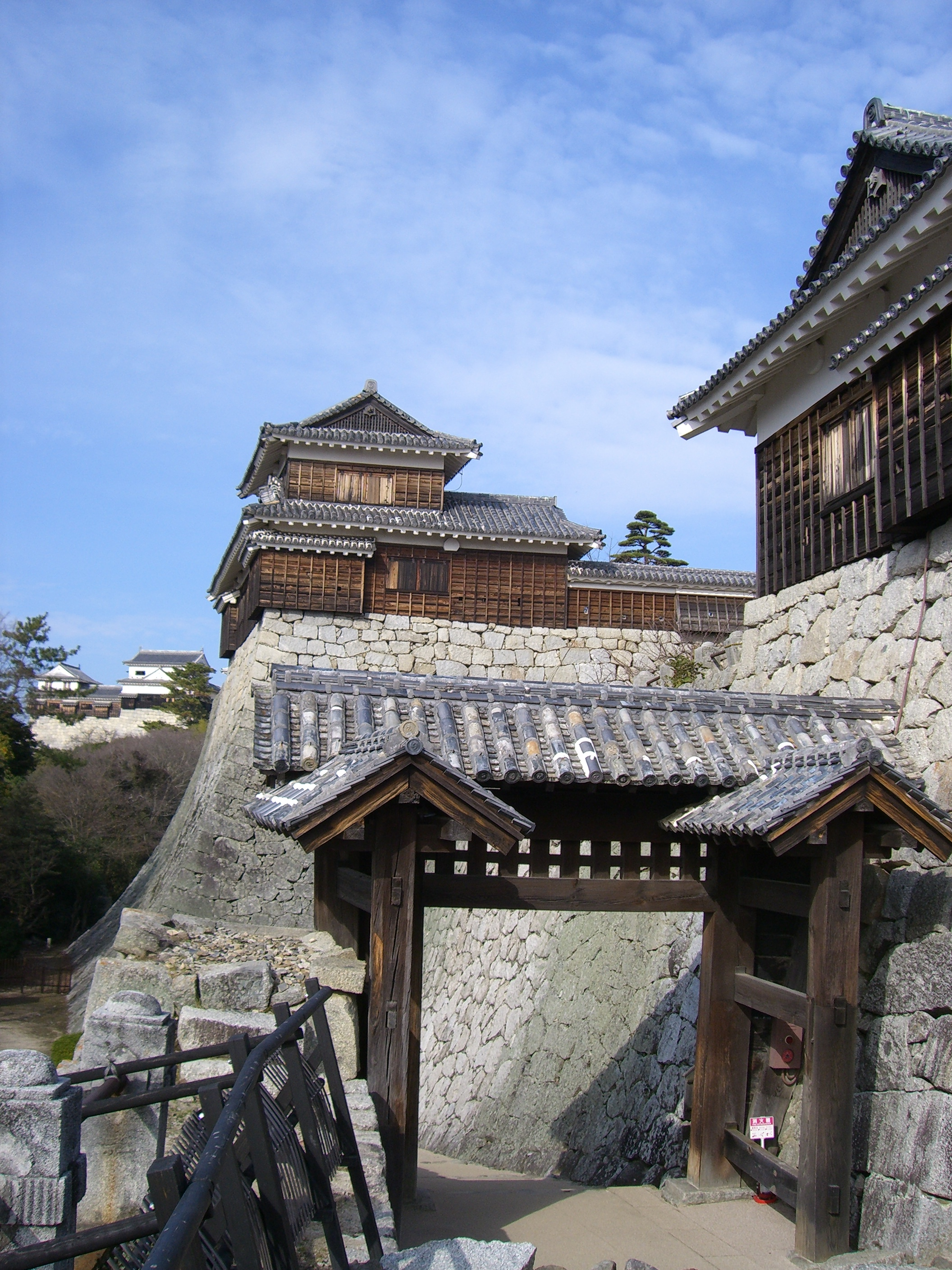
Tonashi mon
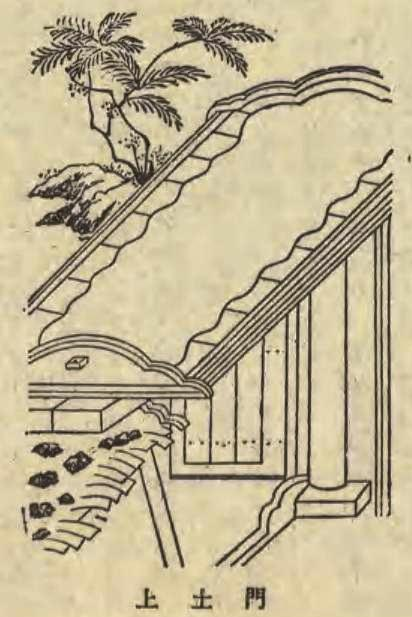
Agetsuchi mon
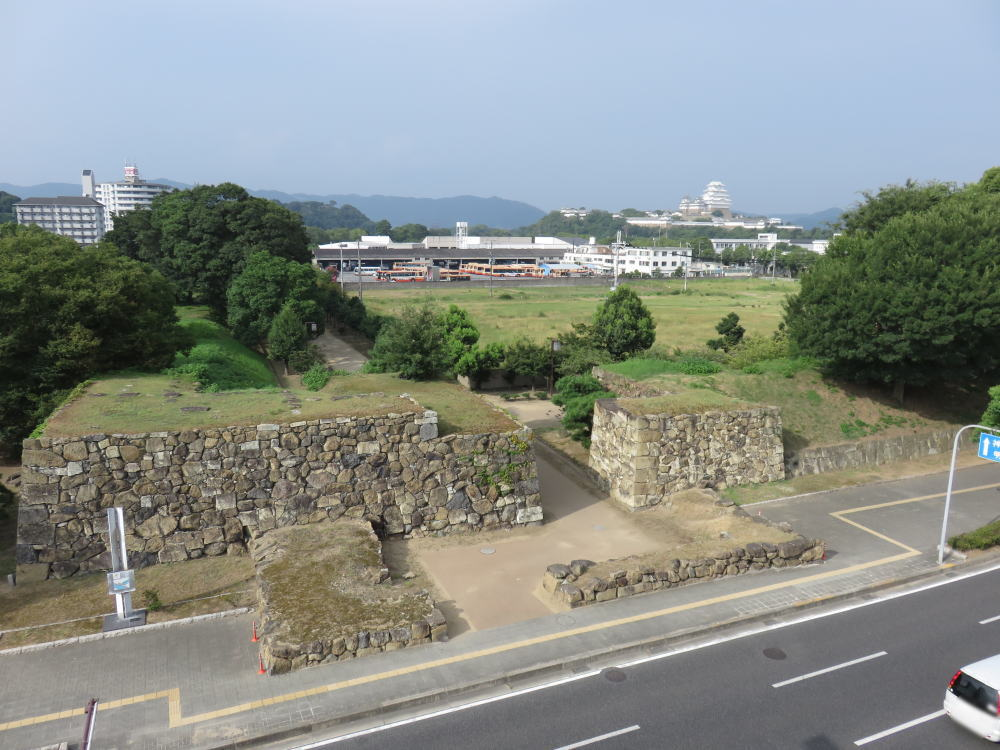
Uzumi mon
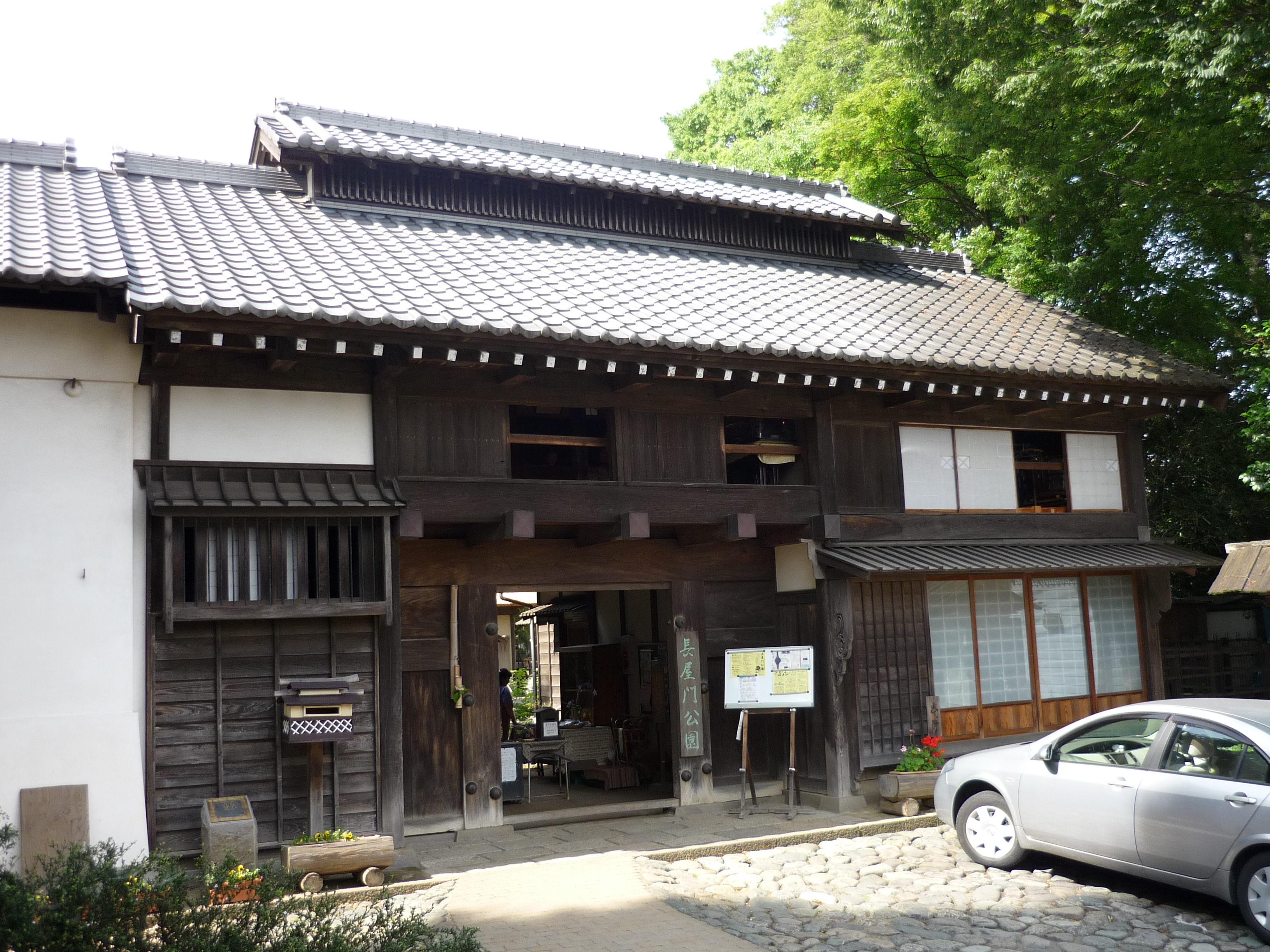
Nagaya mon
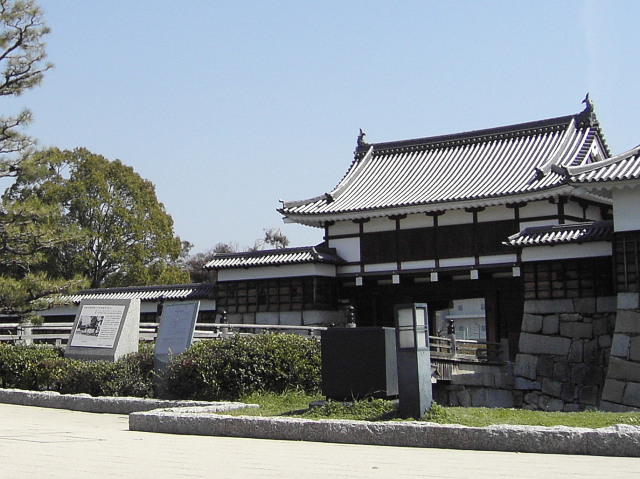
Yagura mon
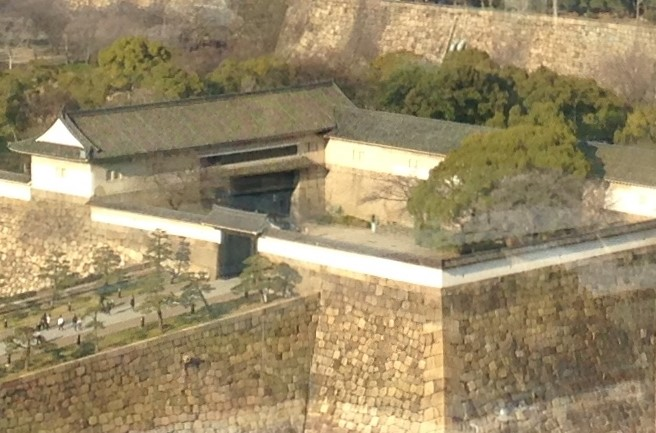
Masugata mon

Il cancello principale era chiamato ōte mon (大手門?), mentre il cancello secondario usato come uscita di emergenza prendeva il nome di karamete mon (搦手門?).

### Fossati
Un importante sistema di difesa del castello era costituito dai fossati (堀?, hori). Questi erano suddivisi in fossati asciutti (空堀?, karabori) e fossati allagati (水堀?, mizubori). I sistemi costituiti da un singolo fossato erano chiamati unebori (畝堀?), mentre quelli più complessi si chiamavano shōjibori (障子堀?), perché al loro interno erano costruiti terrapieni chiamati dorui (土塁?) che assumevano la forma a reticolato tipica degli shōji, porte scorrevoli costituite da un telaio di legno e carta di riso. Questi erano utilizzati soprattutto nei castelli di montagna per impedire che l'acqua scorresse verso il basso e i fossati rimanessero vuoti. In base alla forma del fondo del fossato si distinguono tre categorie:
- Hakobori (箱堀?): fossati con fondo piatto. Tipicamente usato per i fossati allagati.
- Kenukibori (毛抜堀?): fossati con fondo a U. Tipico dei fossati allagati.
- Yagenbori (薬研堀?): fossati con fondo a V. Spesso utilizzato per fossati asciutti.
  - Moro yagenbori (諸薬研堀?): fossato con fondo a V con pareti particolarmente ripide.
  - Kata yagenbori (片薬研堀?): fossato con fondo a V con una parte poco ripida e una parete verticale.

I fossati possono essere distinti anche in base al modo in cui erano costruiti:
- Horikiri (堀切?): un fossato che taglia a metà un terrapieno.
- Yokobori (横堀?): un fossato scavato in orizzontale.
- Tatebori (竪堀?): un fossato scavato verticalmente lungo un pendio.

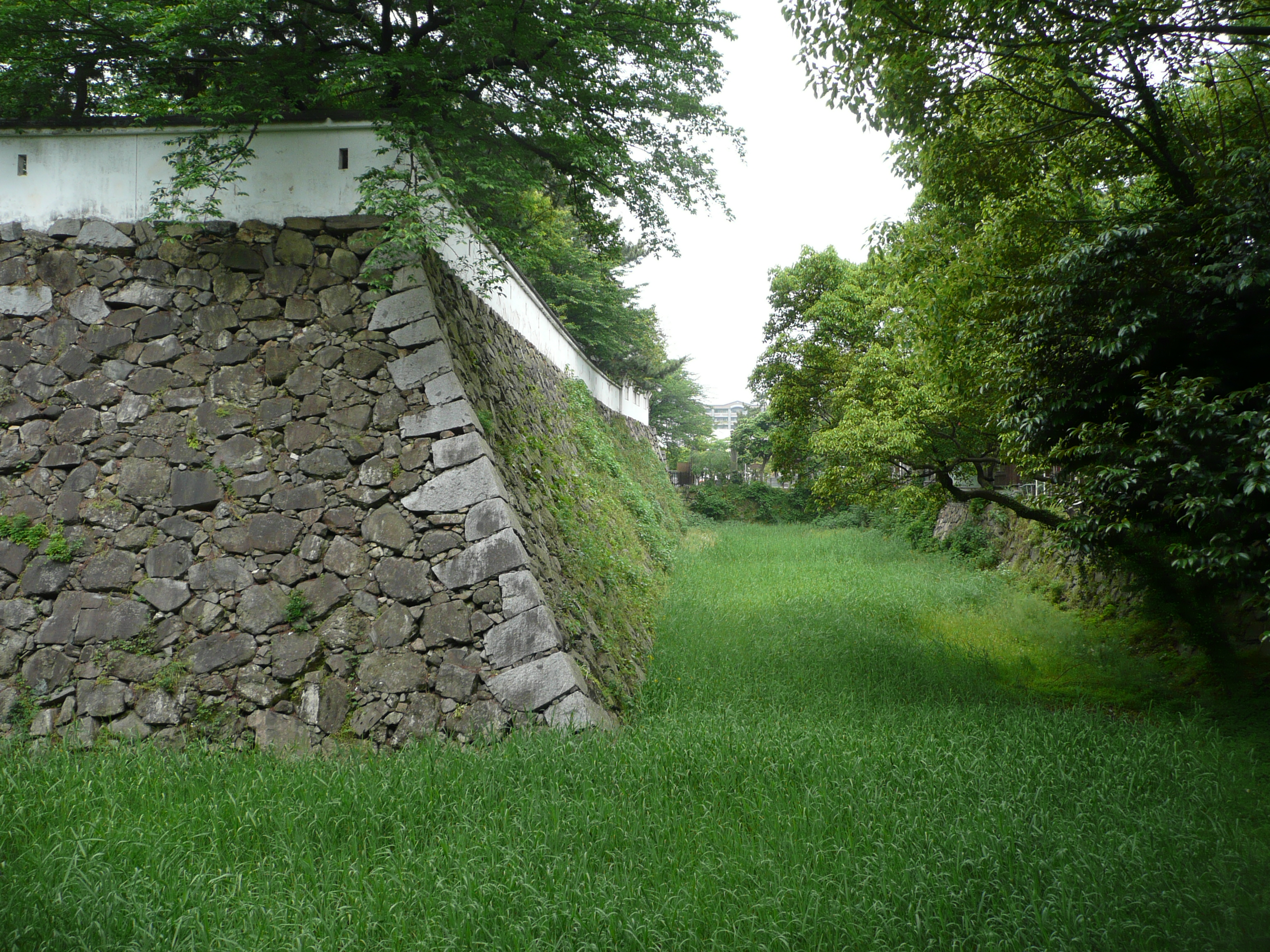
Karabori
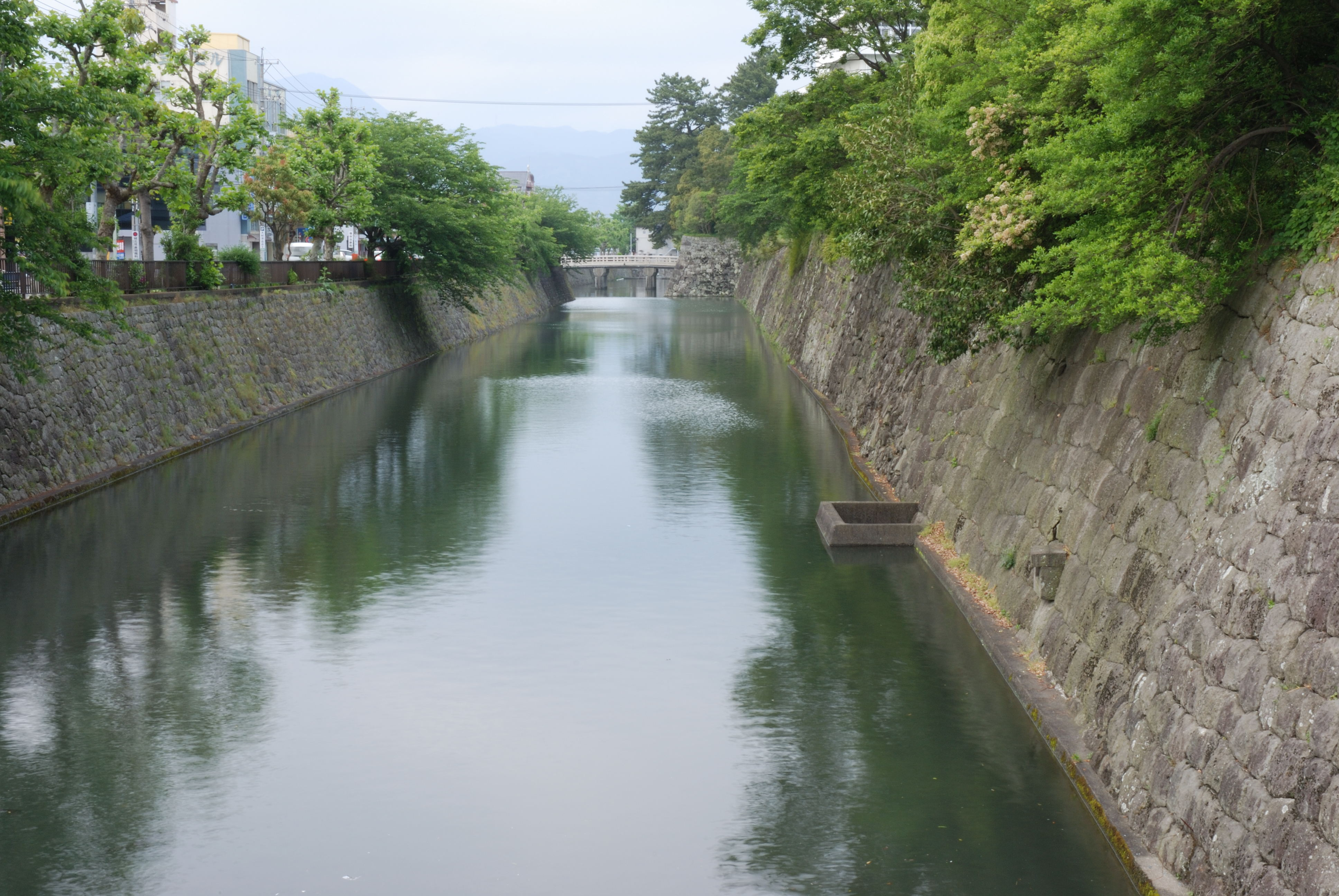
Mizubori
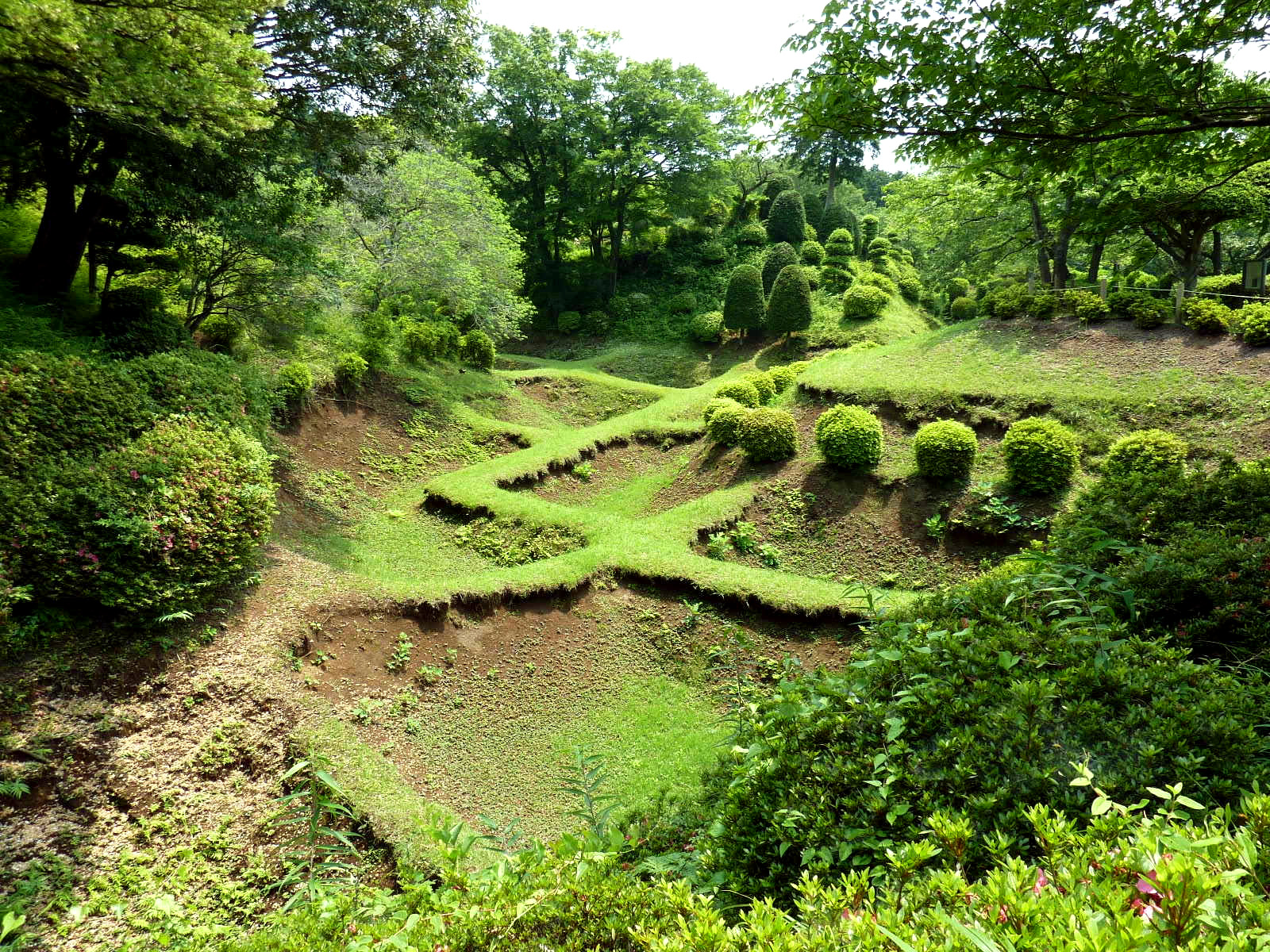
Shōjibori
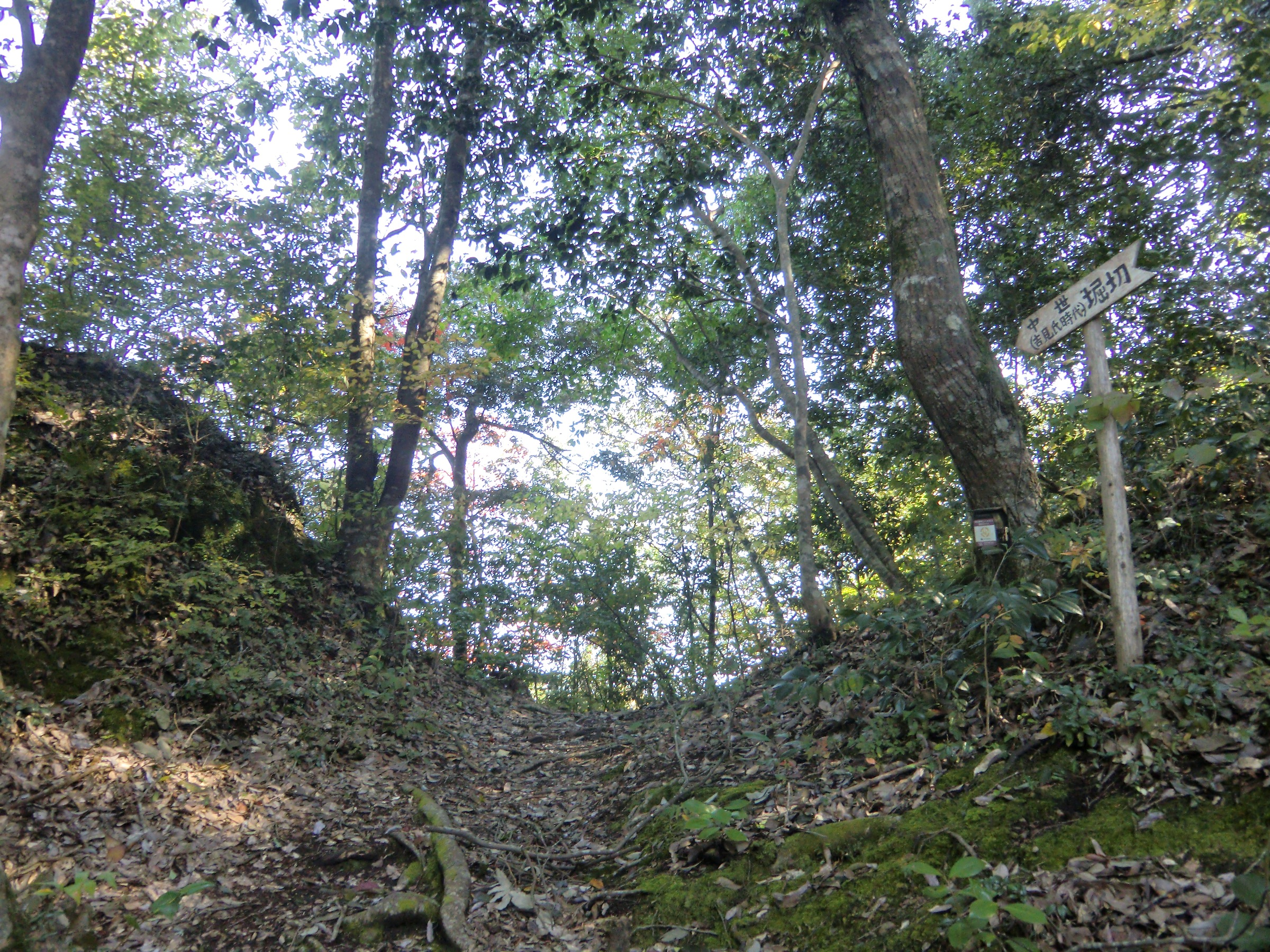
Horikiri
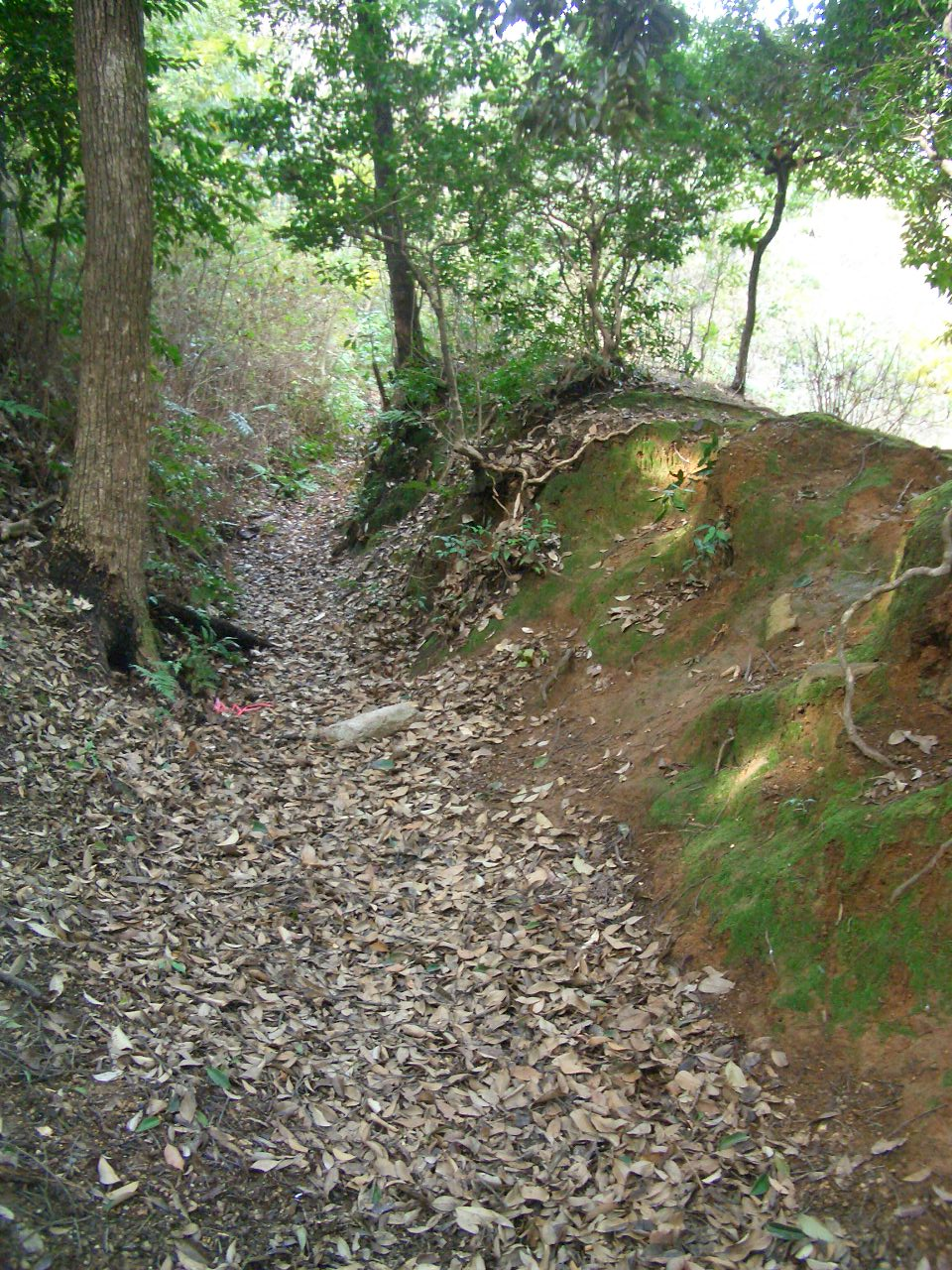
Yokobori
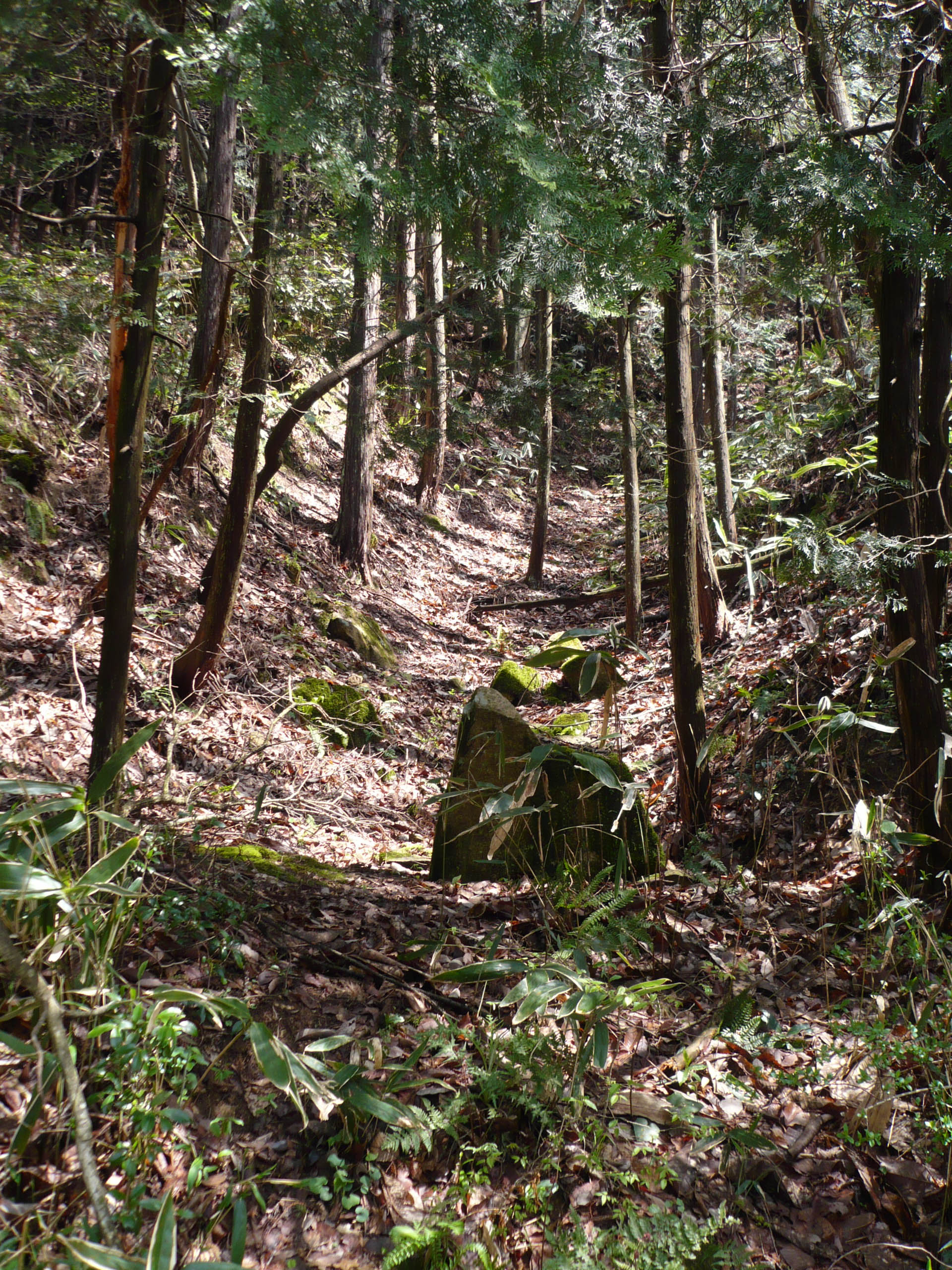
Tatebori

Se un castello possedeva più fossati, il fossato più interno prendeva il nome di uchibori (内堀?), quello più esterno di sotobori (外堀?) ed un eventuale fossato intermedio era detto nakabori (中堀?).

### Torri
Tutti i castelli giapponesi possiedono un certo numero di torrette, chiamate yagura (櫓?). Queste potevano avere fino a tre piani, e il loro utilizzo era molto variabile. In base alla struttura si distinguono sei tipi di torre:
- Hira yagura (平櫓?): una torre a un solo piano.
- Nijū yagura (二重櫓?): una torre a due piani di dimensione decrescente.
- Sanjū yagura (三重櫓?): una torre a tre piani di dimensione decrescente.
- Jūbako yagura (重箱櫓?): una torre a due piani dove il secondo ha la stessa dimensione del primo.
- Sumi yagura (隅櫓?): una torre costruita su un angolo delle mura.
- Tamon yagura (多聞櫓?): una torre a forma di portico.
  - Watari yagura (渡櫓?): una tamon yagura usata come passaggio da una torre all'altra.
  - Zoku yagura (続櫓?): una torretta che affianca un cancello.

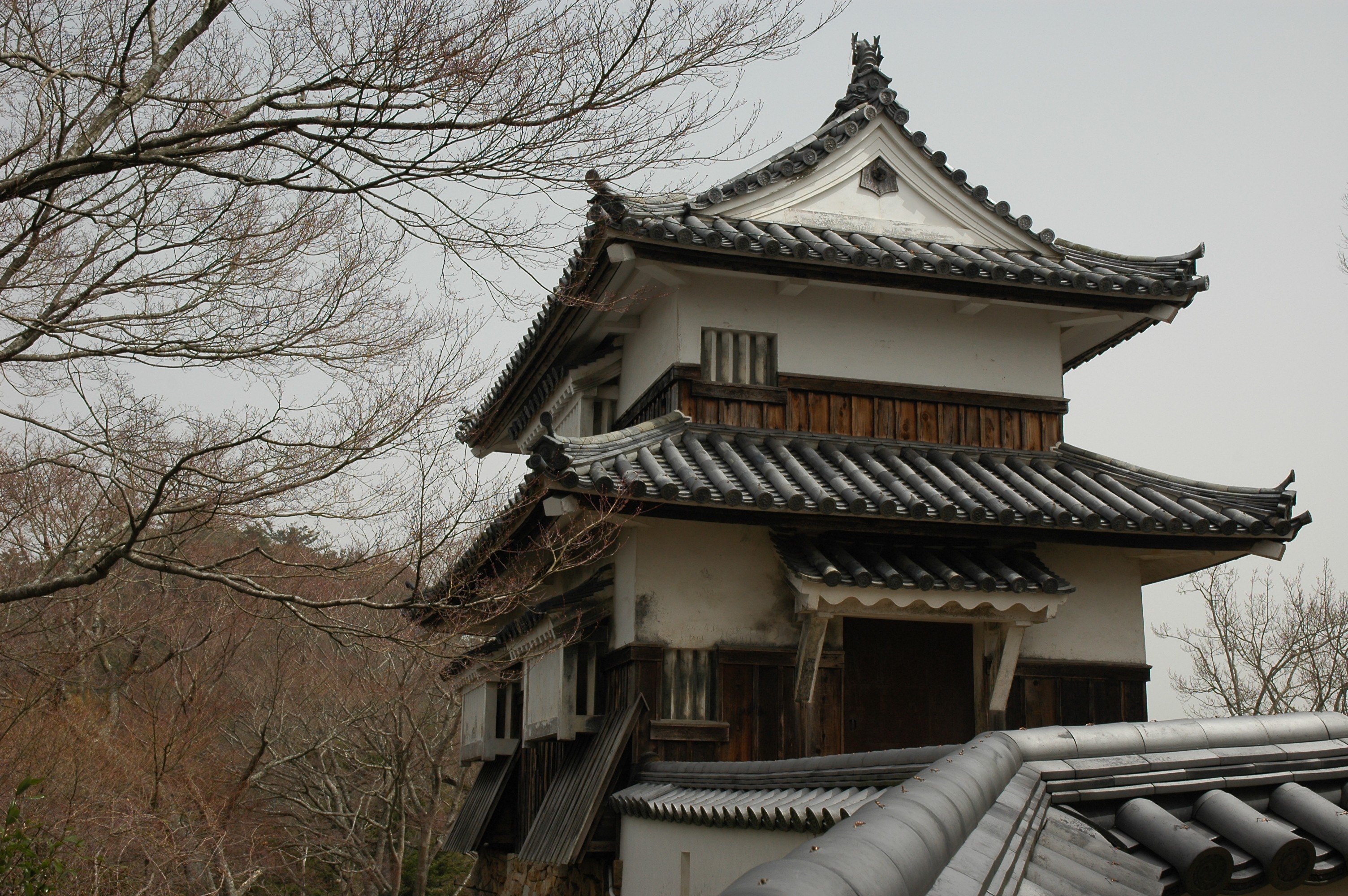
Nijū yagura
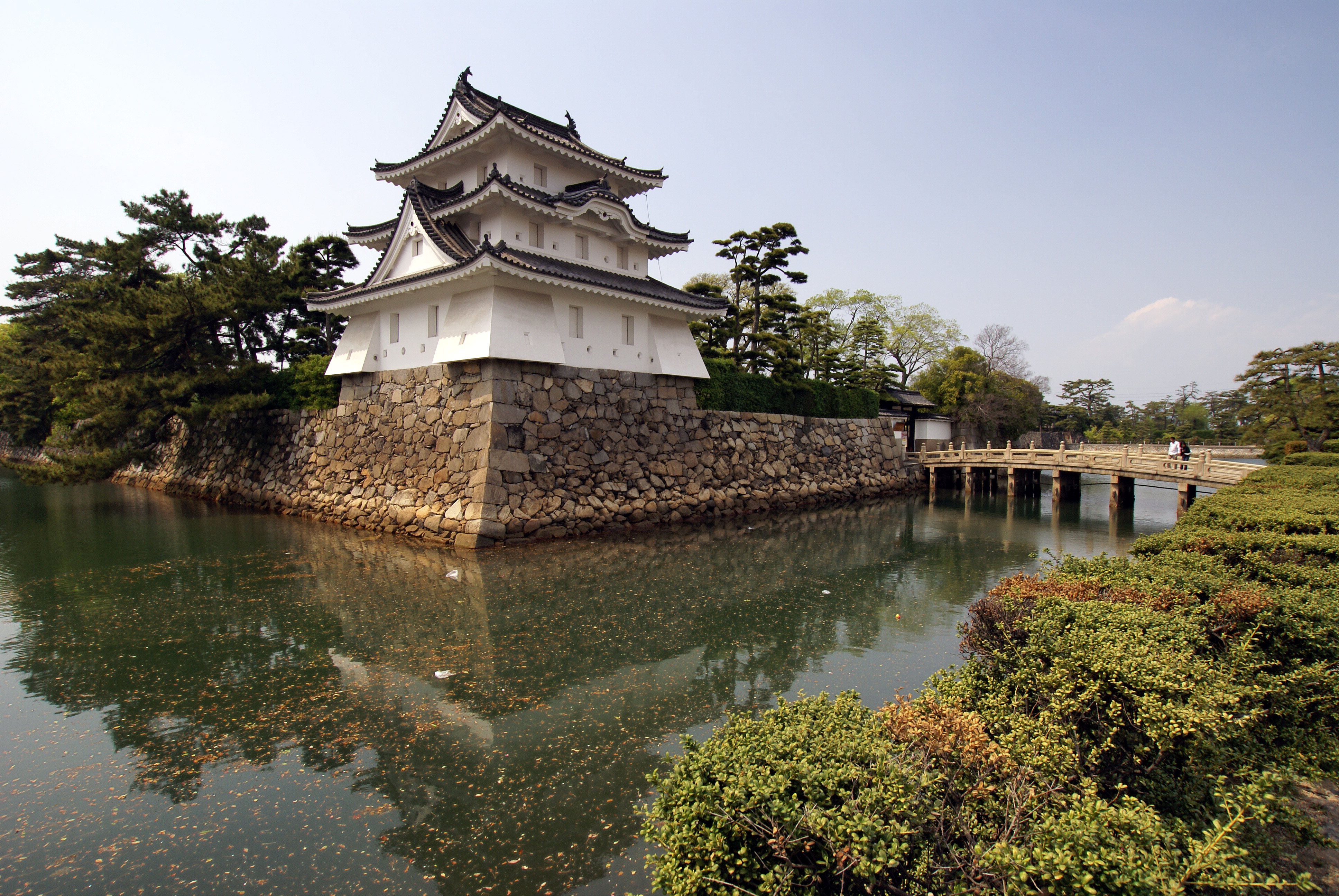
Sanjū yagura
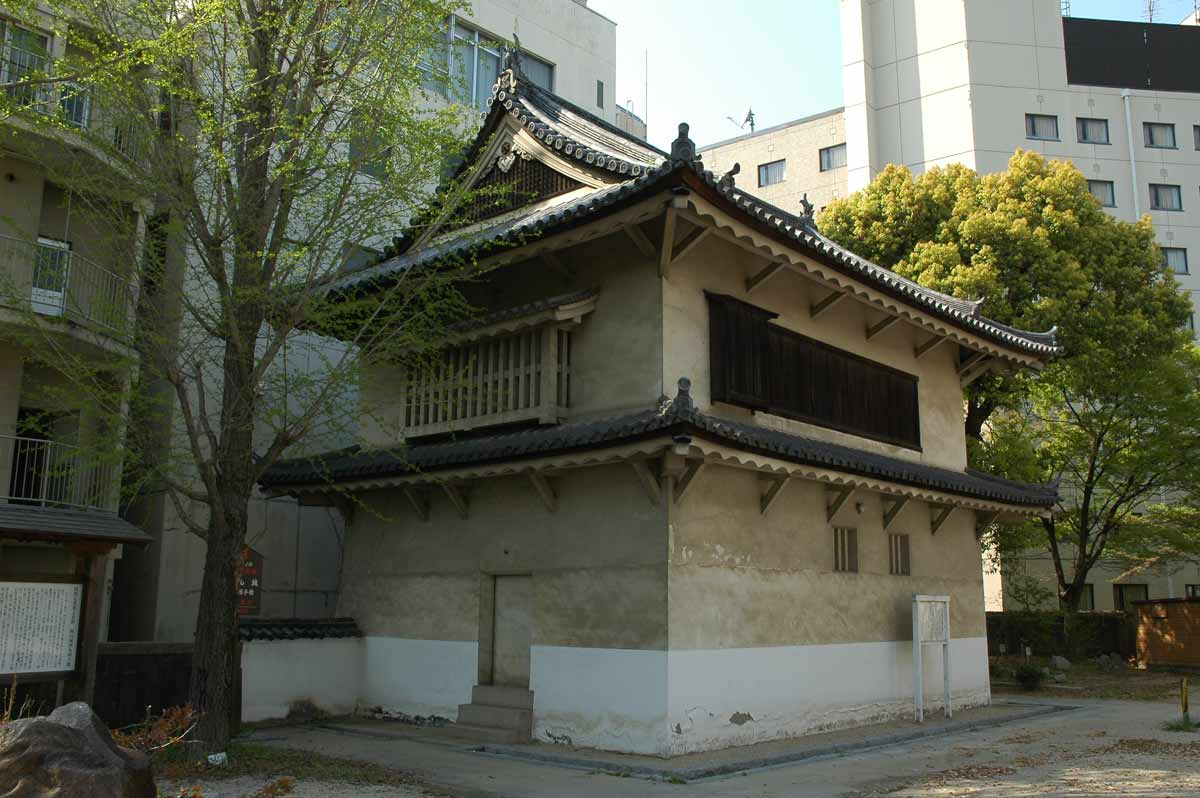
Jūbako yagura
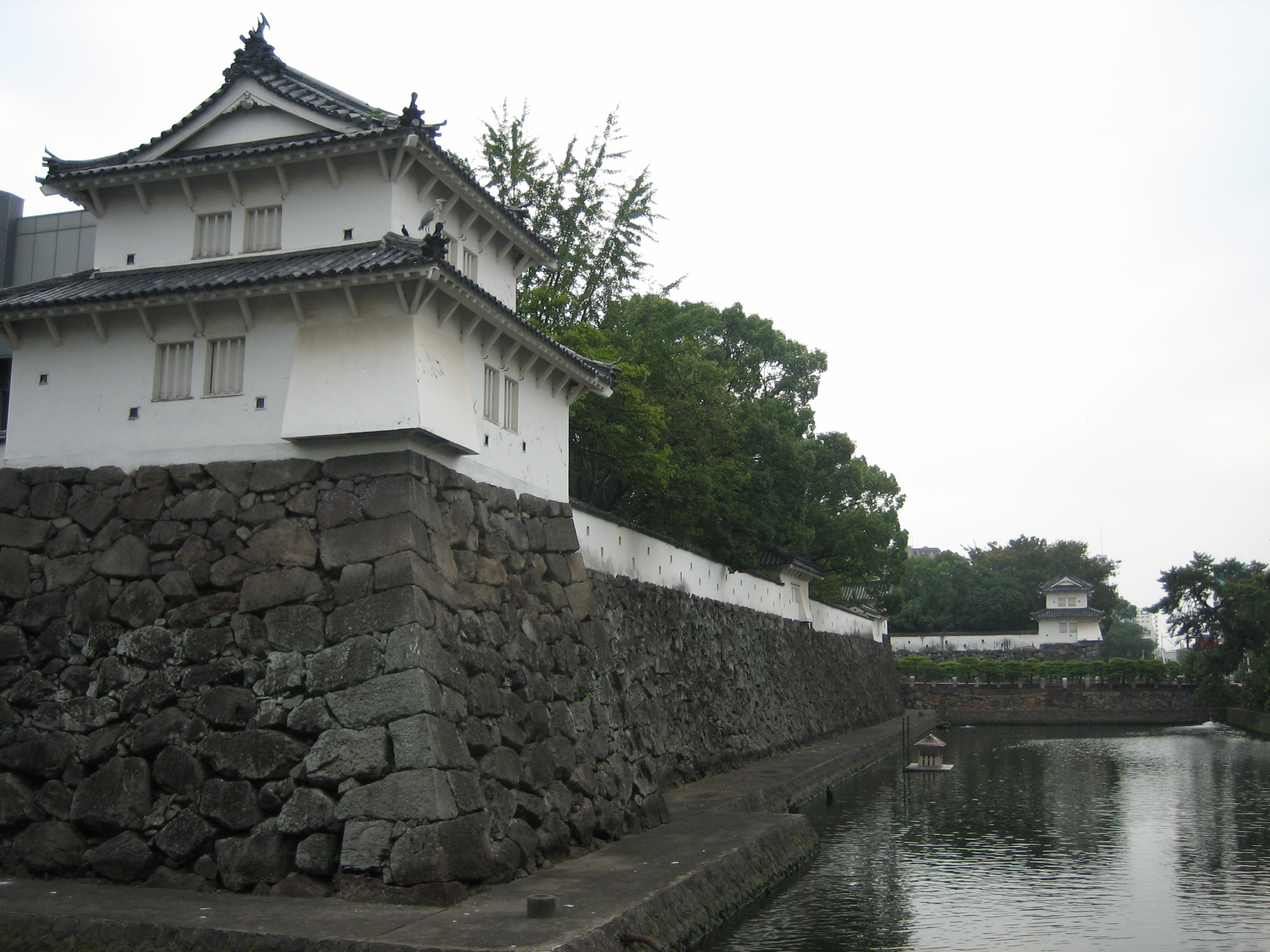
Sumi yagura
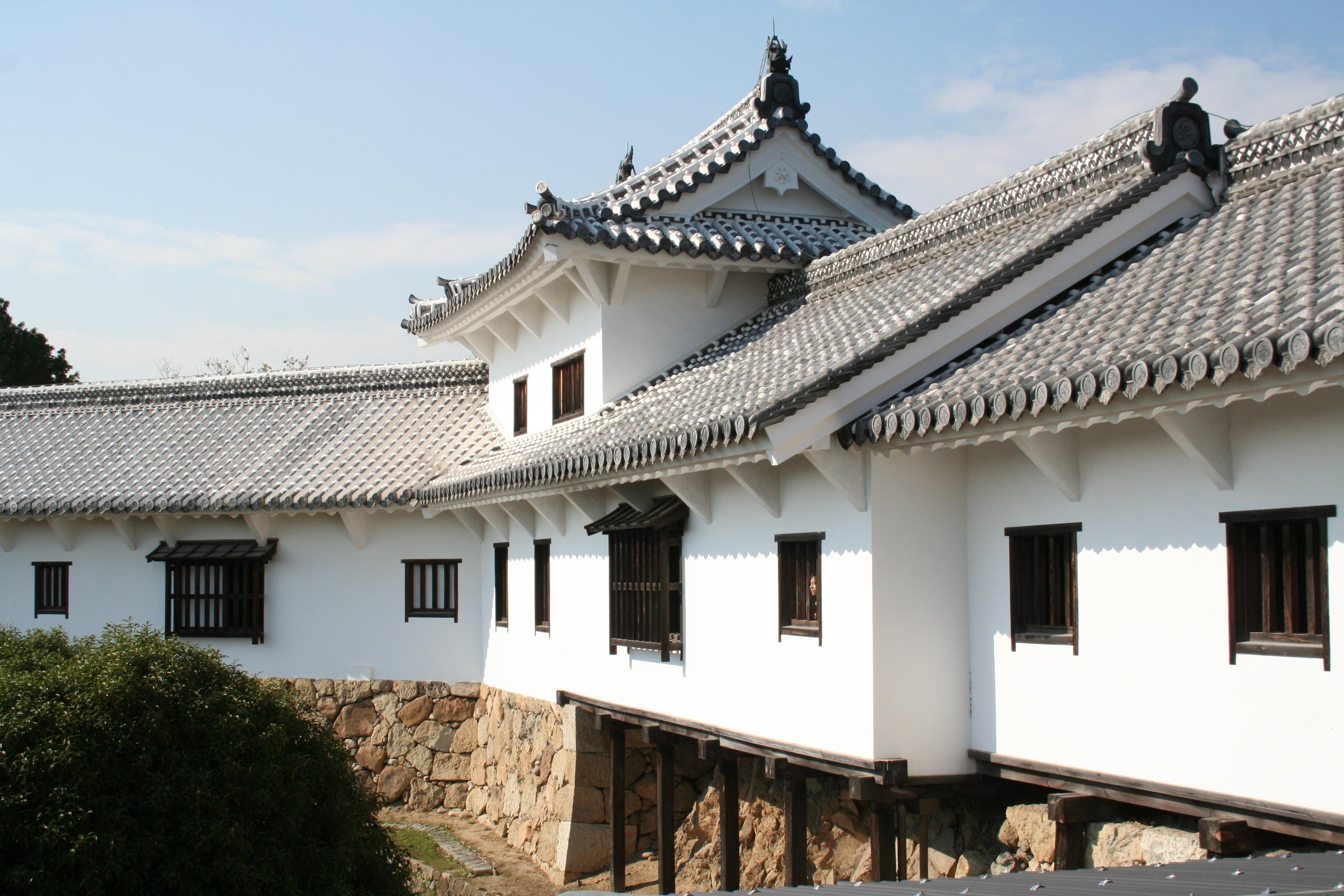
Tamon yagura

Il metodo di classificazione principale delle torrette, comunque, era basato sull'utilizzo che se ne faceva. Alcune torri avevano compiti speciali:
- Taiko yagura (太鼓櫓?): in questa torre era conservato il tamburo di guerra, che scandiva le ore del giorno, segnalava la presenza di nemici e serviva a dare ordini ai soldati della guarnigione.
- Kane yagura (鐘櫓?): in questa torre era conservata la campana di guerra ed era un'alternativa alla taiko yagura.
- Tsukimi yagura (月見櫓?): una torre non militare utilizzata per osservare la luna.
- Fujimi yagura (富士見櫓?): una torre non militare utilizzata per ammirare il Fuji.
- Ido yagura (井戸櫓?): una torre messa a protezione del pozzo del castello.
- Tsuke yagura (付櫓?): una torretta utilizzata per proteggere l'ingresso del mastio.

Le altre torri potevano essere utilizzate come torre di avvistamento, postazione di tiro e magazzino.

### Mastio
I castelli giapponesi presentano sempre un torrione (天守閣?, tenshukaku) e un cortile recintato su cui si affaccia; data la posizione rialzata del castello era necessario passare dal cortile, dove quindi si svolgeva la battaglia. Il primo stile di costruzione del tenshu ad essersi sviluppato è il bōrō (望楼?), costituito da due livelli sovrapposti, il primo di uno o due piani e il secondo di due o tre; questo stile era tipico dei castelli con fondamenta non perfettamente dritte ed è facilmente riconoscibile perché sembra che una torre sia stata costruita sopra un altro edificio. Il secondo stile si chiama sōtō (層塔?) e consiste in una torre con piani di larghezza decrescente e struttura uniforme.

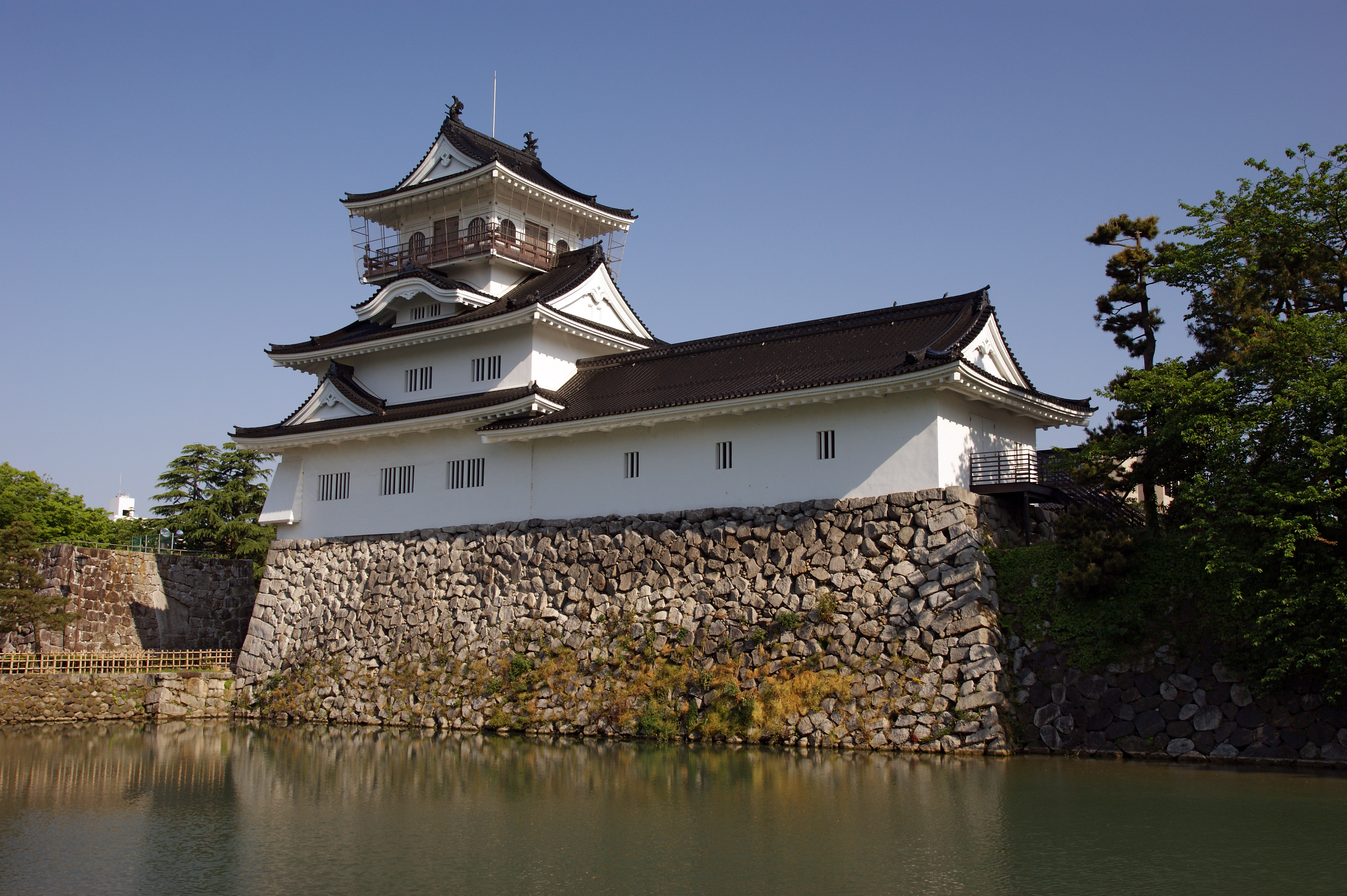
Castello in stile bōrō.
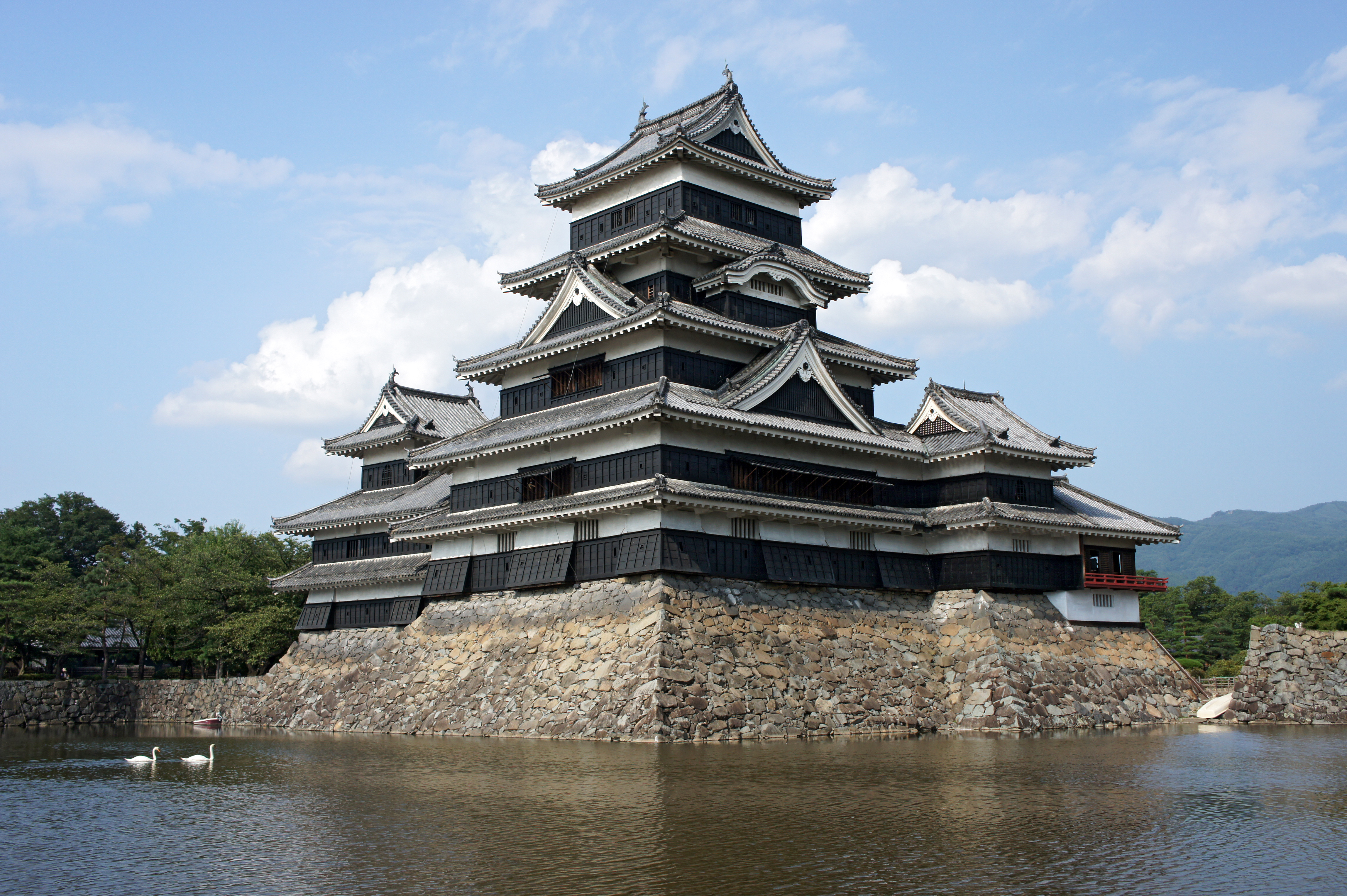
Castello in stile sōtō.

Esistevano quattro configurazioni del tenshu:
- Fukogo (複合?): l'ingresso del tenshu è protetto da una torretta direttamente collegata ad esso.
- Renketsu (連結?): il tenshu è connesso a una torre a tre piani che svolge il ruolo di tenshu secondario (小天守?, kotenshu).
- Renritsu (連立?): il tenshu è collegato ad altre tre torri che svolgono il ruolo di tenshu secondari, formando un cortile rettangolare.
- Dokuritsu (独立?): il tenshu è isolato e non è connesso a nessun altro edificio.

Fukogo (A: tenshu; B: tsuke yagura; C: yagura mon)
Renketsu (A: tenshu; B: watari yagura; C: kotenshu; D: yagura mon)
Renritsu (A: tenshu; B: kotenshu; C: jūbaku yagura; D: sumi yagura; E: watari yagura; F: yagura mon)
Dokuritsu

## Storia
La costruzione di castelli simili concettualmente, a quelli europei è una caratteristica peculiare del Giappone ed è solitamente estranea agli altri paesi asiatici. Questo è dovuto al fatto che il Giappone ha avuto, fra il XV e il XIX secolo, una forma di governo molto simile a quella feudale europea dell'XI, XII e XIII secolo, che ha favorito lo sviluppo di questa particolare forma di difesa in gran parte del paese.

## Galleria d'immagini

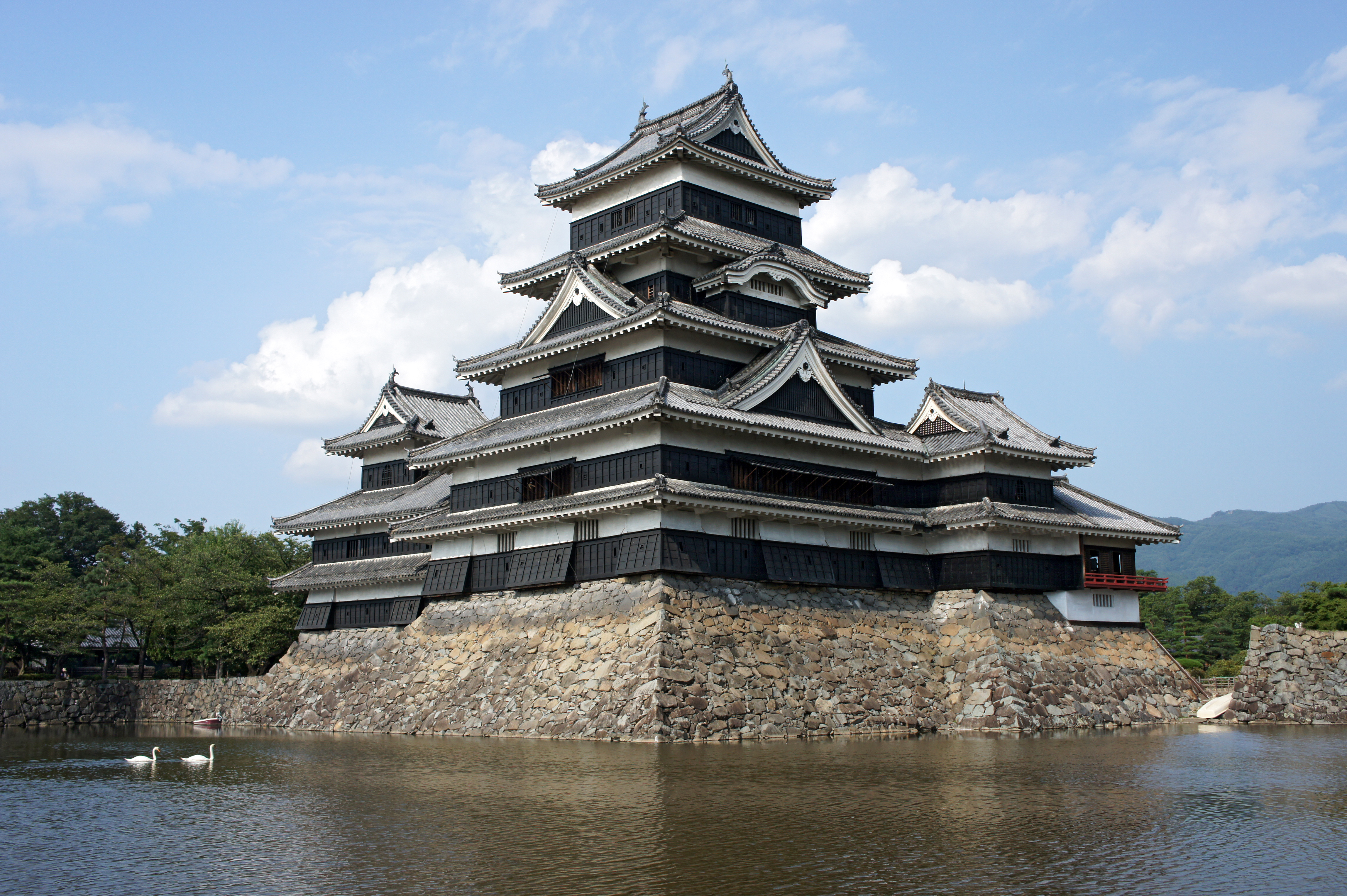
Castello di Matsumoto
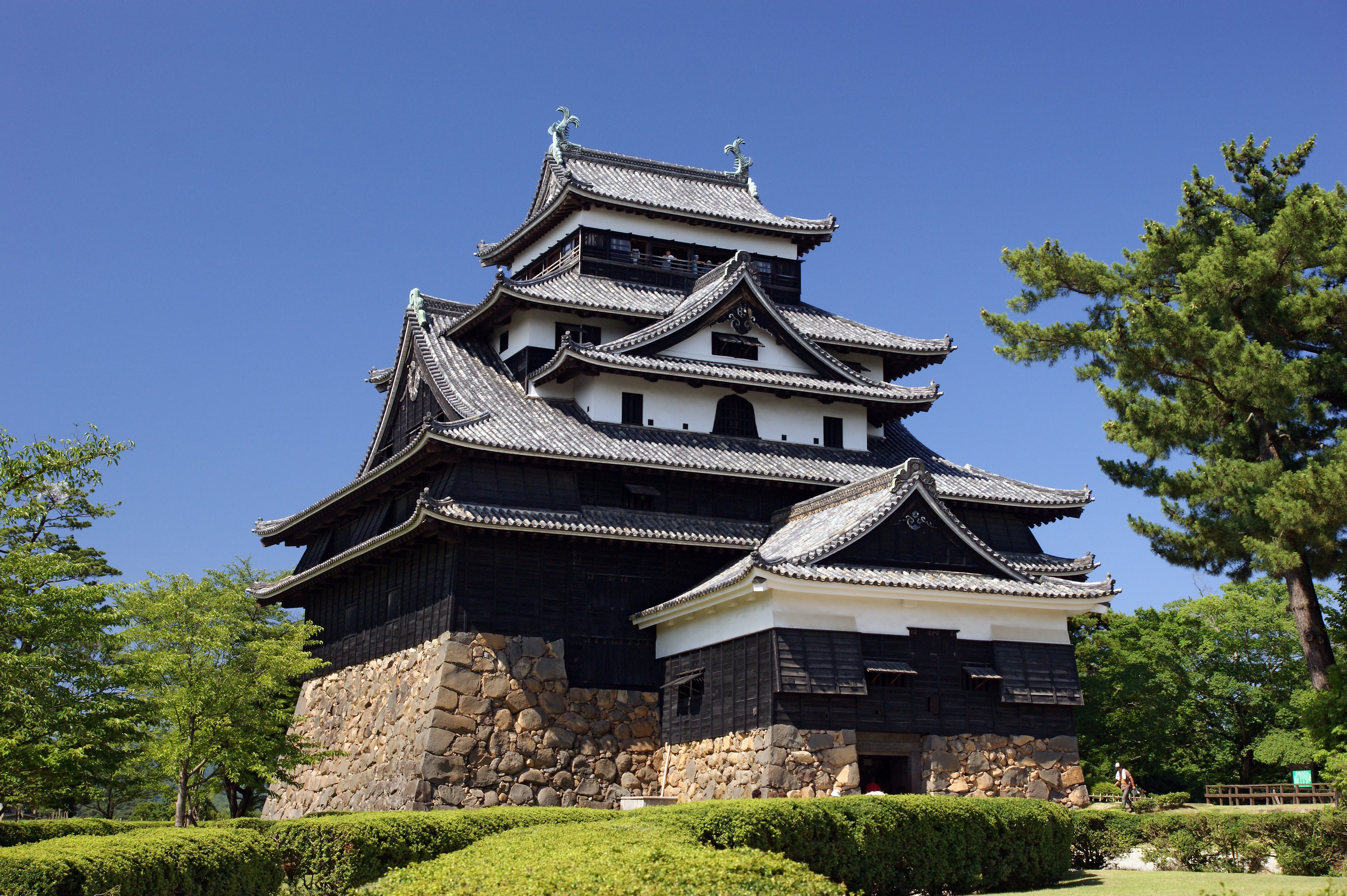
Castello di Matsue
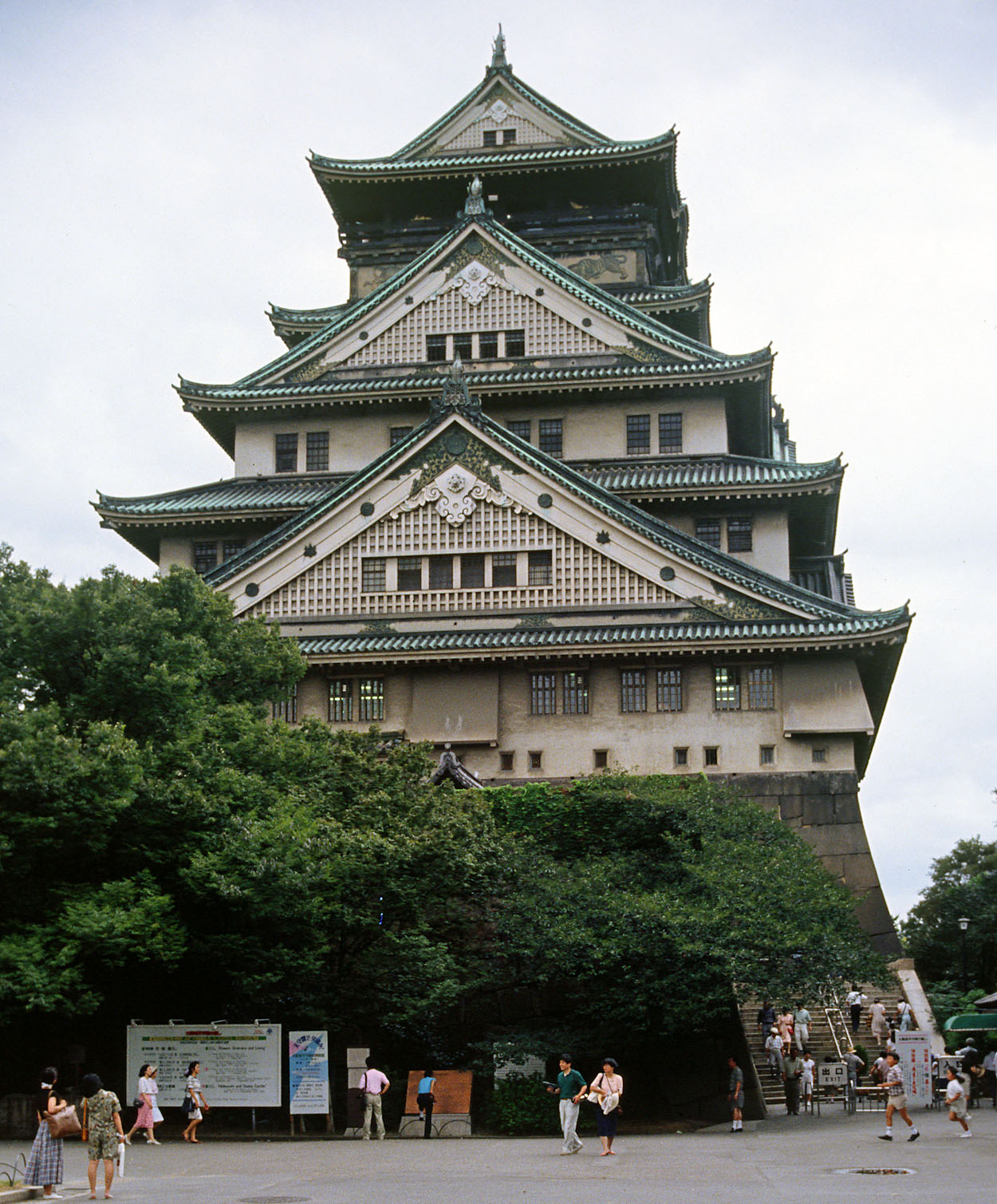
Castello di Osaka
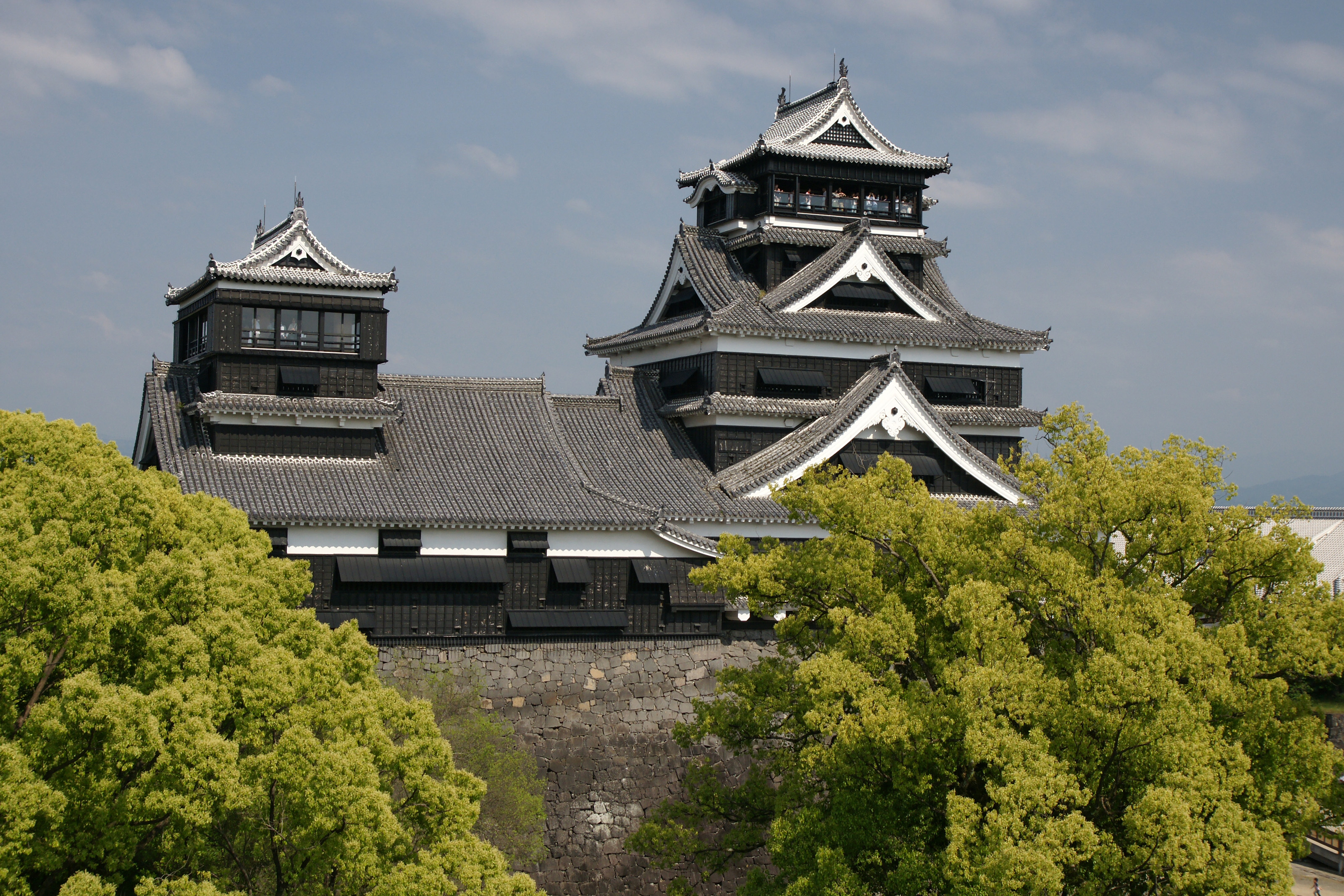
Castello di Kumamoto

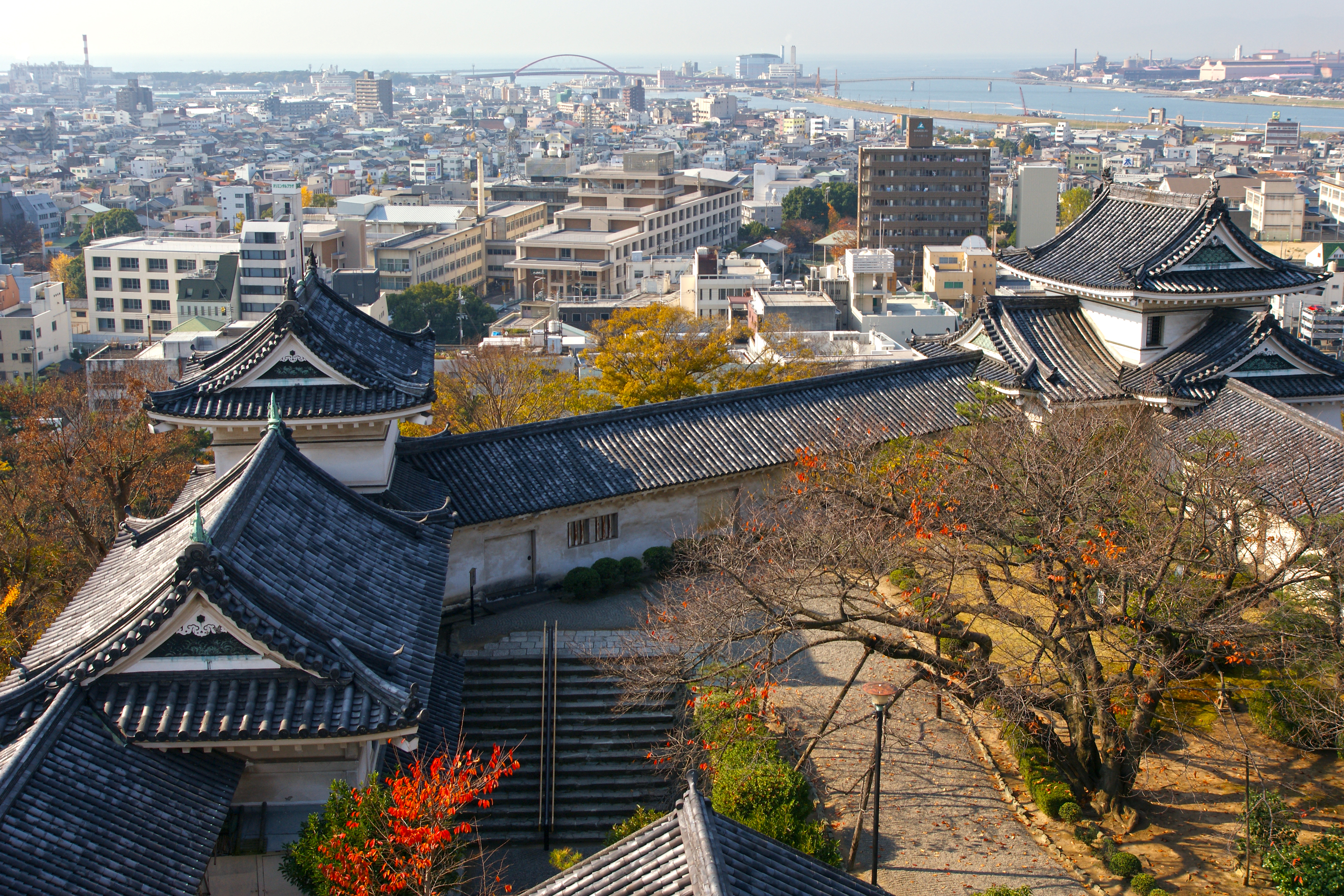
Vista del cortile del Castello di Wakayama
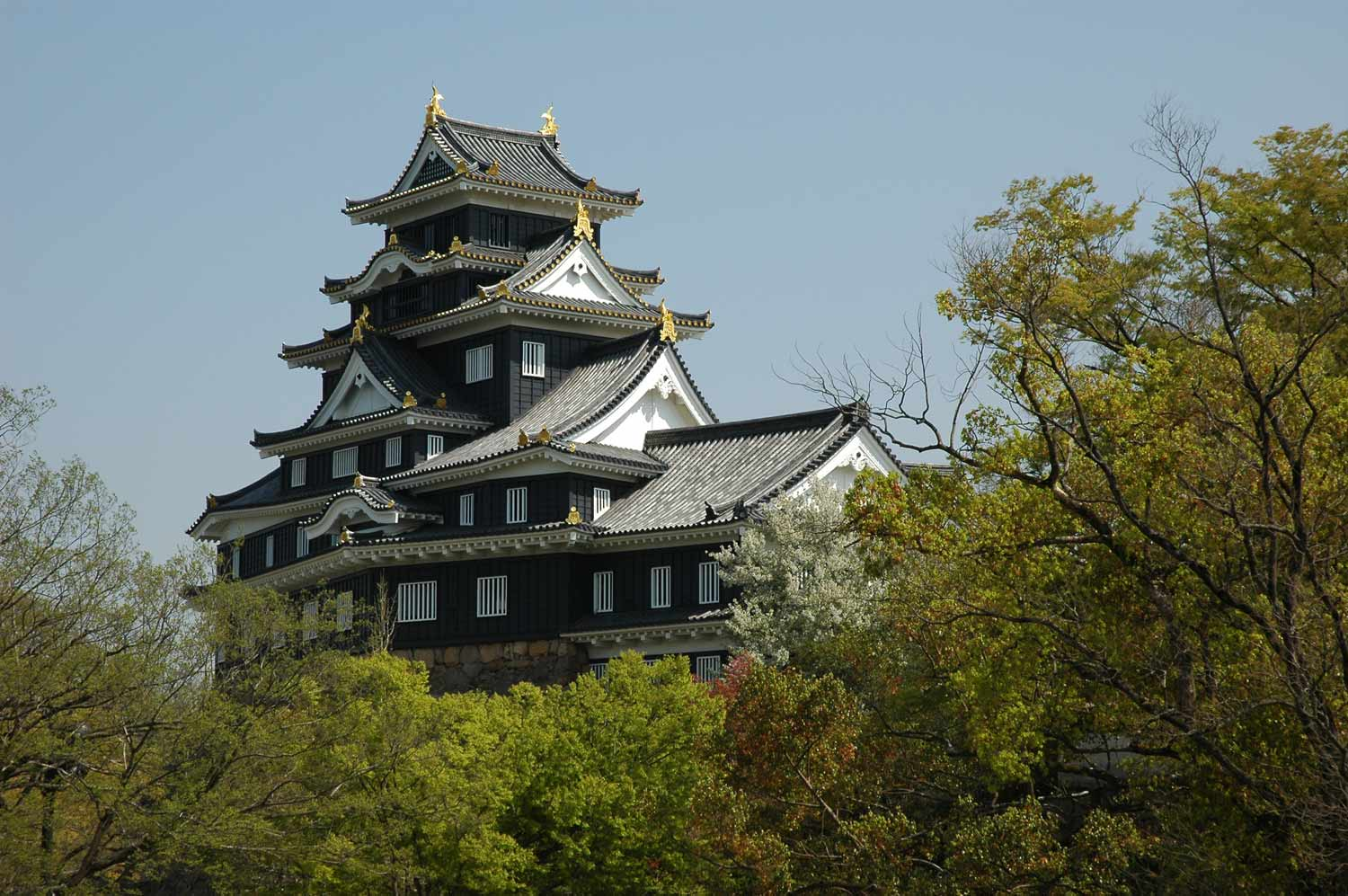
Castello di Okayama
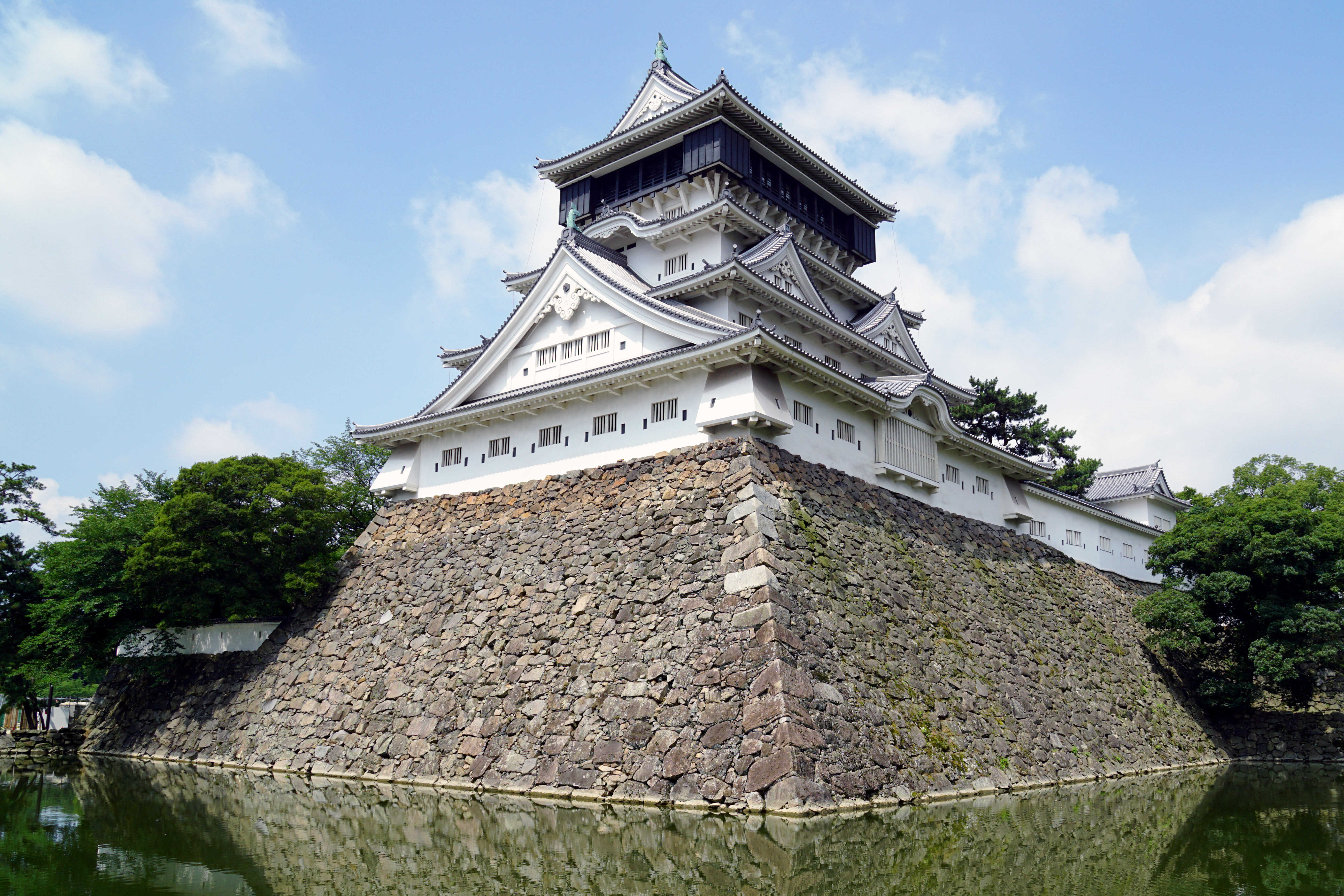
Castello di Kokura
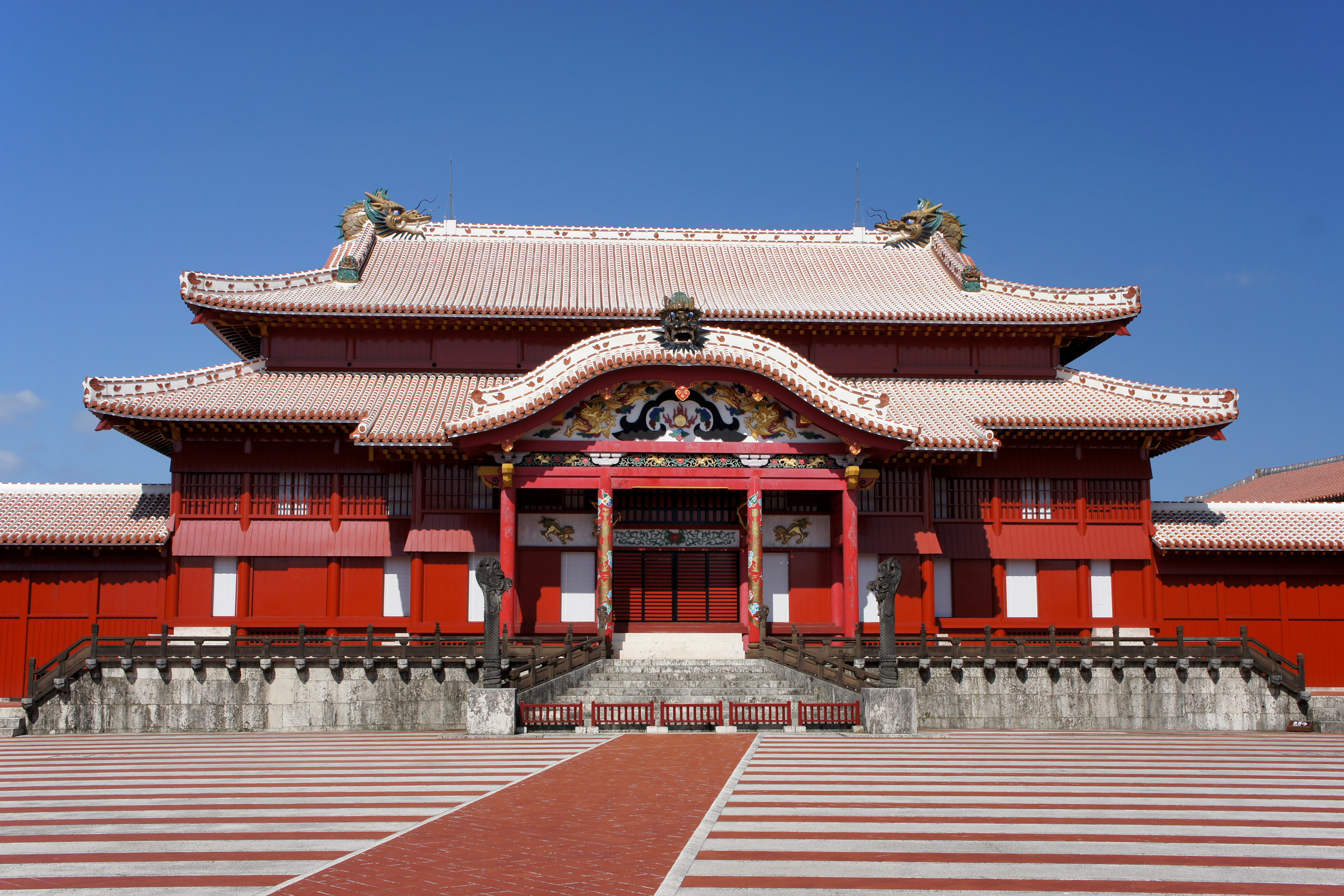
Castello di Shuri